# Liste der Biografien/Ras
Liste der Biografien |
Portal Biografien |
Personensuche
# |
A |
B |
C |
D |
E |
F |
G |
H |
I |
J |
K |
L |
M |
N |
O |
P |
Q |
R |
S |
T |
U |
V |
W |
X |
Y |
Z |
?
 
Ra |
Rb |
Rd |
Re |
Rh |
Ri |
Rj |
Rk |
Rl |
Rm |
Rn |
Ro |
Rr |
Rs |
Rt |
Ru |
Rv |
Rw |
Rx |
Ry |
Rz
 
Raa |
Rab |
Rac |
Rad |
Rae–Rah |
Rai |
Raj |
Rak |
Ral |
Ram |
Ran |
Rao |
Rap |
Raq |
Rar |
Ras |
Rat |
Rau |
Rav |
Raw |
Rax |
Ray |
Raz
Die Liste der Biografien führt alle Personen auf, die in der deutschsprachigen Wikipedia einen Artikel haben. Dieses ist eine Teilliste mit 746 Einträgen von Personen, deren Namen mit den Buchstaben „Ras“ beginnt.

## Ras
- Ras Adiba (* 1968), malaysische Journalistin und Politikerin
- Ras Kass (* 1973), US-amerikanischer Rapper
- Ras Sheehama (* 1966), namibischer Reggae-Musiker
- Ras Shorty I (1941–2000), trinidadischer Calypsonian und Soca-Musiker
- Ras, Eva (* 1941), jugoslawische bzw. serbische Schauspielerin
- Raś, Ireneusz (* 1972), polnischer Politiker (Platforma Obywatelska (Bürgerplattform)), Mitglied des Sejm
- Ras, Matilde (1881–1969), spanische Graphologin, Übersetzerin und Autorin
- Ras, Max (1889–1966), Schweizer Journalist und Verleger
- Ras, Tony (* 1994), niederländischer Eishockeyspieler

### Rasa
- Rasa, Anne (1940–2020), britische Ethologin
- Rasad, Konkubine des Fatimiden-Kalifen az-Zahir, Mutter des Fatimiden-Kalifen al-Mustansir
- Rasaki, Raji (* 1947), nigerianischer Brigadegeneral
- Rasalingam, Nagalingam, sri-lankischer Badmintonspieler
- Rasamimanana, Hantanirina (* 1954), madegassische Tierärztin und Primatologin
- Rasanau, Ales (1947–2021), weißrussischer Schriftsteller, Dichter und Übersetzer
- Räsänen, Jari (* 1966), finnischer Skilangläufer
- Räsänen, Päivi (* 1959), finnische Politikerin (KD), Mitglied des Reichstags und Innenministerin
- Räsänen, Veikko (1928–2003), finnischer Skilangläufer
- Rasaq, Abdul (* 2001), singapurisch-nigerianischer Fußballspieler
- Rasarjonowa, Alexandra Germanowna (* 1990), russische Triathletin

### Rasb
- Rasbach, Gabriele (* 1962), deutsche Provinzialrömische Archäologin
- Rasbegajew, Wjatscheslaw Wjatscheslawowitsch (* 1965), russischer Schauspieler
- Rasbeschkina, Marina Alexandrowna (* 1948), sowjetische bzw. russische Drehbuchautorin, Filmregisseurin und Hochschullehrerin
- Rasbojnikow, Anastas (1882–1967), bulgarischer Freiheitskämpfer, Historiker, Geograph und Bildungsfunktionär
- Rasbol, Helmut (1925–2022), dänisches SS-Mitglied
- Rasborow, Alexander Alexandrowitsch (* 1963), russischer Mathematiker

### Rasc
- Rascel, Renato (1912–1991), italienischer Sänger und Schauspieler
- Rasch, Aiga (1941–2009), deutsche Illustratorin, Grafikerin und MalerinAiga Rasch (1941–2009)

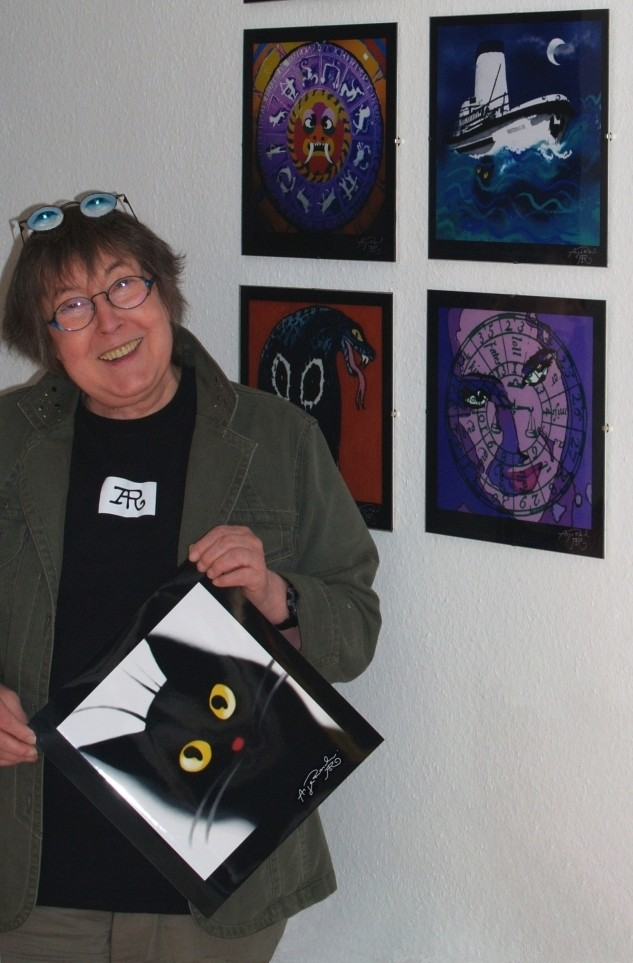
Aiga Rasch (1941–2009)

- Rasch, Albertina (1891–1967), US-amerikanische Tänzerin, Kompaniechefin und Choreografin
- Rasch, Björn (* 1975), deutscher Psychologe und Hochschullehrer
- Rasch, Bodo (1903–1995), deutscher Architekt und Möbeldesigner
- Rasch, Carlos (1932–2021), deutscher Science-Fiction-Autor
- Rasch, Carola (* 1942), deutsche Schauspielerin
- Rasch, Dieter (* 1935), deutscher Mathematiker, emeritierter Professor der Universität Wageningen
- Rasch, Emil (1904–1971), deutscher Politiker (CDU), MdL
- Rasch, František (1889–1918), Anführer des Matrosenaufstands von Cattaro
- Rasch, Gabriel (* 1976), norwegischer Radrennfahrer
- Rasch, Georg (1901–1980), dänischer Statistiker
- Rasch, Gustav (1825–1878), deutscher Journalist
- Rasch, Harold (* 1903), deutscher Rechtsanwalt und Publizist
- Rasch, Heinrich (1840–1913), deutscher Maler
- Rasch, Heinz (1902–1996), deutscher Architekt
- Rasch, Helmut (1927–2016), deutscher Fußballspieler
- Rasch, Herbert (1915–1940), deutscher Fußballspieler
- Rasch, Hermann (1810–1882), Stadtdirektor von Hannover
- Rasch, Hermann (1859–1935), deutscher Verwaltungsbeamter und Landrat von Flensburg-Land
- Rasch, Hermann (1914–1974), deutscher Marineoffizier
- Rasch, Horst (* 1953), deutscher Politiker (CDU), MdL, Sächsischer Staatsminister
- Rasch, Hugo (1873–1947), deutscher Komponist und Gesangspädagoge
- Rasch, Hugo (1913–1960), deutscher Politiker (SPD), MdB
- Rasch, Johann († 1612), österreichischer Schriftsteller, Historiker, Genealoge, Kleriker, Organist und Buchhändler
- Rasch, Johannes (1880–1958), deutscher Verwaltungsjurist und Landrat
- Rasch, Julius (1825–1898), Bürgermeister und preußischer Landrat
- Rasch, Julius (1830–1887), deutscher Architekt und hannoverscher bzw. preußischer Baubeamter
- Rasch, Julius Albert (1801–1882), Mitbegründer des Kurpark Bad Düben
- Rasch, Jürgen J. (1937–2015), deutscher Bauforscher und Hochschullehrer
- Rasch, Karl (1854–1931), Präsident der Oberlandesgerichte Marienwerder und Celle
- Rasch, Kurt (1902–1986), deutscher Komponist, Musikpädagoge und Tonmeister
- Rasch, Mahmoud Bodo (* 1943), deutscher Architekt
- Rasch, Manfred (* 1955), deutscher Wirtschaftshistoriker und Leiter des Thyssen
- Rasch, Maria (1897–1959), deutsche Malerin
- Rasch, Martin (* 1974), deutscher Pianist
- Rasch, Michael (* 1970), deutsch-schweizerischer Wirtschaftsjournalist und Buchautor
- Rasch, Norbert (* 1971), polnischer Politiker
- Rasch, Otto (1862–1932), deutscher Maler und Graphiker
- Rasch, Otto (1891–1948), deutscher SS-Brigadeführer und Befehlshaber der Einsatzgruppe COtto Rasch (1891–1948)

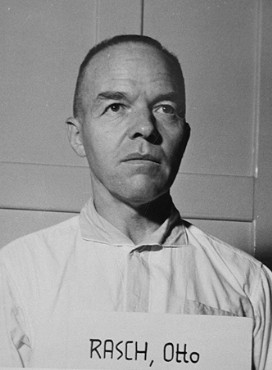
Otto Rasch (1891–1948)

- Rasch, Patrick (* 1968), niederländischer Radrennfahrer
- Rasch, Peder (1934–1988), dänischer Kanute
- Rasch, Ray (1917–1964), US-amerikanischer Klavierspieler und Arrangeur, der in den 1950ern und 1960ern in Hollywood aktiv war
- Rasch, Stig (* 1967), norwegischer Handballspieler
- Rasch, Tim (* 1998), deutscher Laiendarsteller und Model
- Rasch, Torsten (* 1965), deutscher Komponist
- Rasch, Uwe (* 1957), deutscher Komponist
- Rasch, Walter (1942–2023), deutscher Politiker (FDP), MdA
- Rasch, Wilfried (1925–2000), deutscher forensischer Psychiater
- Rasch, Wolfdietrich (1903–1986), deutscher Literaturhistoriker und Germanist
- Rasch, Wolfgang (1934–2012), deutscher Verlagsbuchhändler
- Rasch, Wolfgang (* 1956), deutscher Germanist
- Rasch-Naegele, Lilo (1914–1978), deutsche Malerin und Graphikerin sowie Gebrauchsgrafikerin, Modezeichnerin und Buchillustratorin
- Raschauer, Bernhard (1948–2019), österreichischer Hochschullehrer für Verfassungs- und Verwaltungsrecht
- Raschauer, Jakob (1431–1497), deutscher Bischof und Weihbischof in Eichstätt
- Raschauer, Nicolas (* 1976), österreichischer Jurist und Hochschullehrer
- Raschba, Emmanuil Iossifowitsch (1927–2025), sowjetischer bzw. ukrainischer Festkörperphysiker und Hochschullehrer
- Raschbichler, Hans Georg (1941–2021), deutscher Ingenieur
- Raschdau, Ludwig (1849–1943), deutscher Jurist und Diplomat
- Raschdorf, Carolin (* 2006), deutsche Tennisspielerin
- Raschdorf, Timothy (* 1993), deutscher Schauspieler
- Raschdorff, Julius Carl (1823–1914), deutscher Architekt, Baubeamter und Hochschullehrer
- Raschdorff, Otto (1854–1915), deutscher Architekt und Hochschullehrer
- Rasche, Christof (* 1962), deutscher Politiker (FDP), MdLChristof Rasche (* 1962)

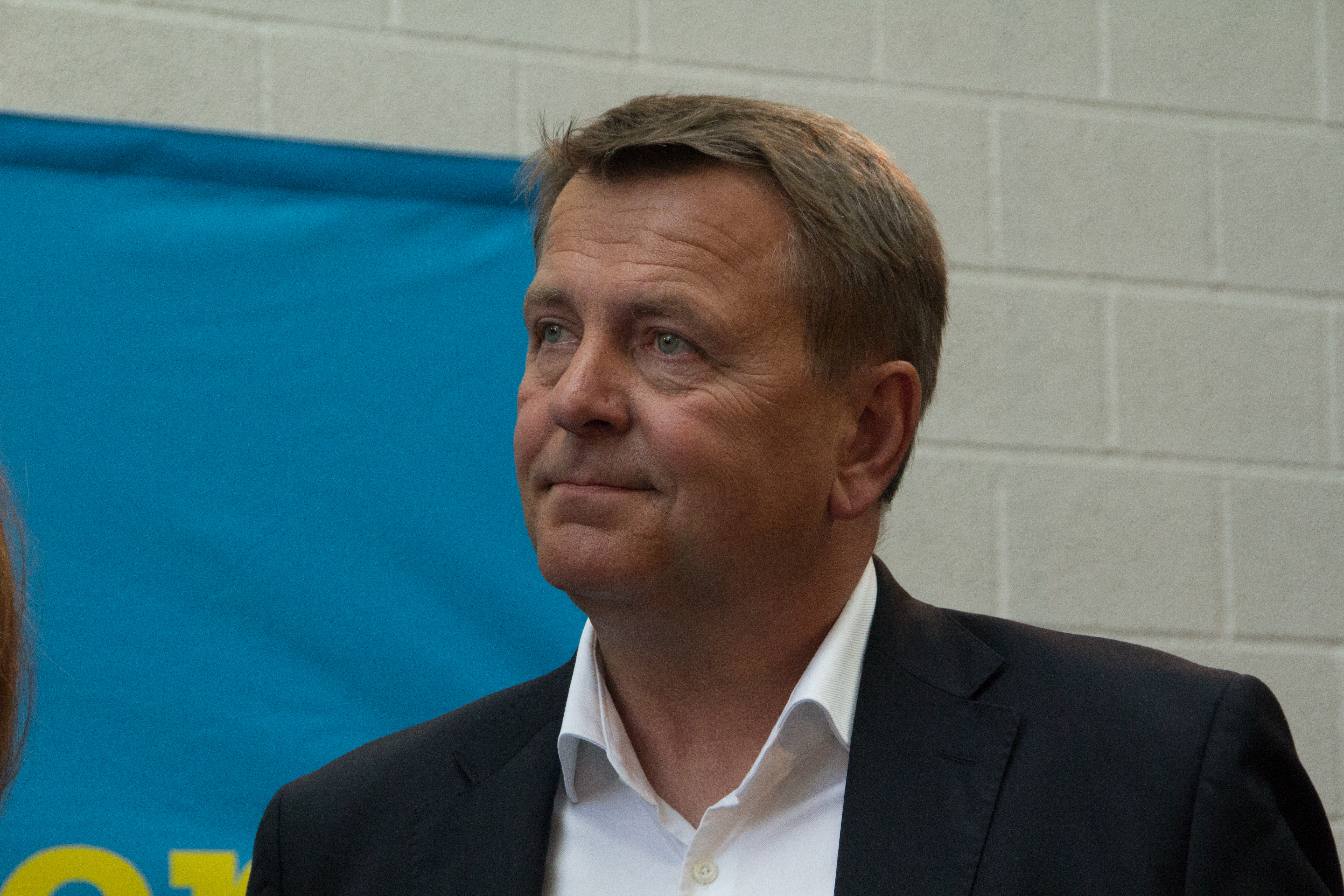
Christof Rasche (* 1962)

- Rasche, Christoph (* 1965), deutscher Sportökonom
- Rasche, David (* 1944), US-amerikanischer Schauspieler
- Rasche, Ernst (1926–2018), deutscher Bildhauer
- Rasche, Friedrich (1900–1965), deutscher Journalist, Autor, Schriftsteller, Kritiker, Essayist
- Rasché, Gal (* 1960), russisch-österreichische Dirigentin und Pianistin
- Rasche, Heinrich (1794–1876), deutscher Orgelbauer in Hamburg und Mecklenburg
- Rasche, Hermann (1809–1882), deutscher Jurist und Politiker (NLP), MdR
- Rasche, Jenny (* 1983), deutsche SozialarbeiterinJenny Rasche (* 1983)

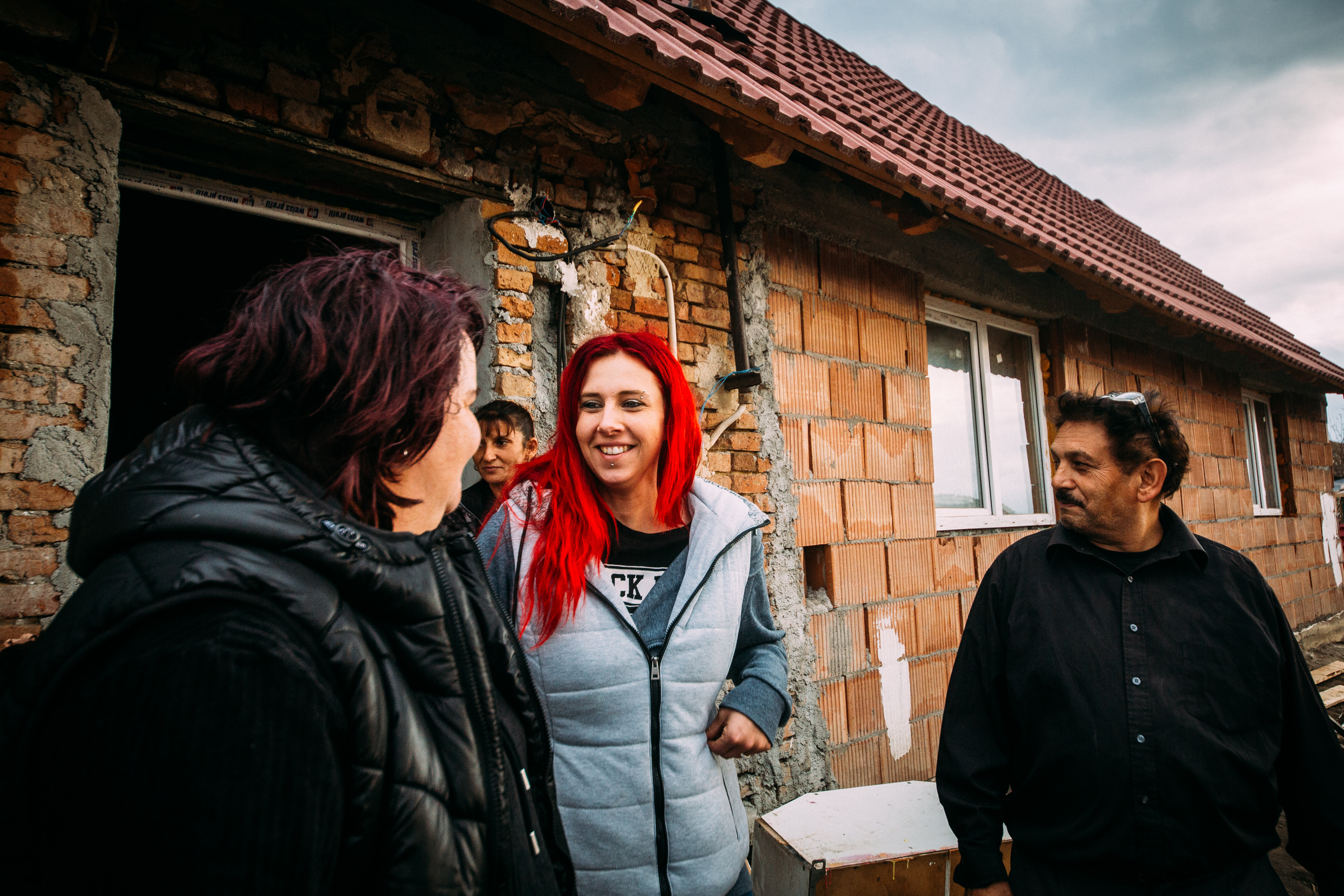
Jenny Rasche (* 1983)

- Rasche, Johann Christoph (1733–1805), deutscher lutherischer Theologe, Geistlicher, Numismatiker und Schriftsteller
- Rasche, Jörg (* 1950), deutscher Facharzt für Psychotherapeutische Medizin, Psychoanalyse, Psychotherapie
- Rasche, Karl (1892–1951), deutscher SS-Obersturmbannführer, Sprecher der Dresdner Bank in der Zeit des Nationalsozialismus
- Rasche, Marion (* 1944), deutsche Filmregisseurin und Dramaturgin
- Rasche, Otto (1859–1933), deutscher Architekt und Kommunalpolitiker
- Rasche, Paul (1924–2003), deutscher Sportfunktionär
- Rasche, Thea (1899–1971), deutsche Pilotin und Journalistin
- Rasche, Thea (* 1990), deutsche Schauspielerin und Hörspielsprecherin
- Rasche, Ulrich (* 1969), deutscher Regisseur und Bühnenbildner
- Rasche, Willy (1914–1992), deutscher Politiker (FDP), MdL
- Raschein, Luzius (1831–1899), Schweizer Landwirt, Jurist und Politiker
- Raschein, Paul senior (1864–1935), Schweizer Landwirt, Jurist und Politiker
- Raschen, Christoph Ludwig (1584–1645), deutscher Ritter, Offizier und Diplomat
- Raschen, Hans (1929–1981), deutscher Politiker (SPD), MdBB und Ortsamtsleiter
- Raschen, Henry (1854–1937), amerikanischer Landschaftsmaler
- Raschen, Thorsten (* 1965), deutscher Politiker (CDU)
- Raschepses, altägyptischer Wesir
- Raschèr, Andrea (* 1961), Schweizer Jurist und Kulturjournalist
- Rascher, Horst (* 1940), deutscher Boxer
- Raschèr, Johann Simeon von (1756–1810), Schweizer Stadtschreiber und Politiker
- Rascher, Johannes (1904–2006), deutscher Architekt
- Raschèr, Martin (1920–2016), Schweizer Lehrer und romanischer Schriftsteller
- Rascher, Matthäus (1868–1904), deutscher Priester, Missionar, Autor und Märtyrer der katholischen Kirche
- Rascher, Max (1883–1962), Schweizer Verleger
- Rascher, Max Eugen († 1918), deutscher Dirigent, Pianist und Dichter
- Rascher, Michael (* 1965), kanadischer Ruderer
- Rascher, Peter (1549–1601), Bischof von Chur
- Rascher, Sigmund (1909–1945), deutscher KZ-Arzt
- Rascher, Sigurd (1907–2001), deutsch-US-amerikanischer Saxophonist
- Raschèr, Vittorio (1931–2012), Schweizer Romanist
- Raschert, Jürgen (1937–2012), deutscher Soziologe und Gelehrter
- Raschet, Wladimir Karlowitsch (1812–1880), russischer Metallurg
- Raschewski, Emilia (* 2004), deutsche Synchronsprecherin
- Raschewski, Pjotr Konstantinowitsch (1907–1983), russischer Mathematiker
- Raschewski, Udo, deutscher Komiker, Zauberer, Moderator und Schauspieler
- Raschhofer, Daniela (* 1960), österreichische Politikerin (FPÖ), Landtagsabgeordneter, MdEP
- Raschhofer, Hermann (1905–1979), deutsch-österreichischer Jurist
- Raschi († 1105), Rabbiner und Talmud-KommentatorRaschi († 1105)

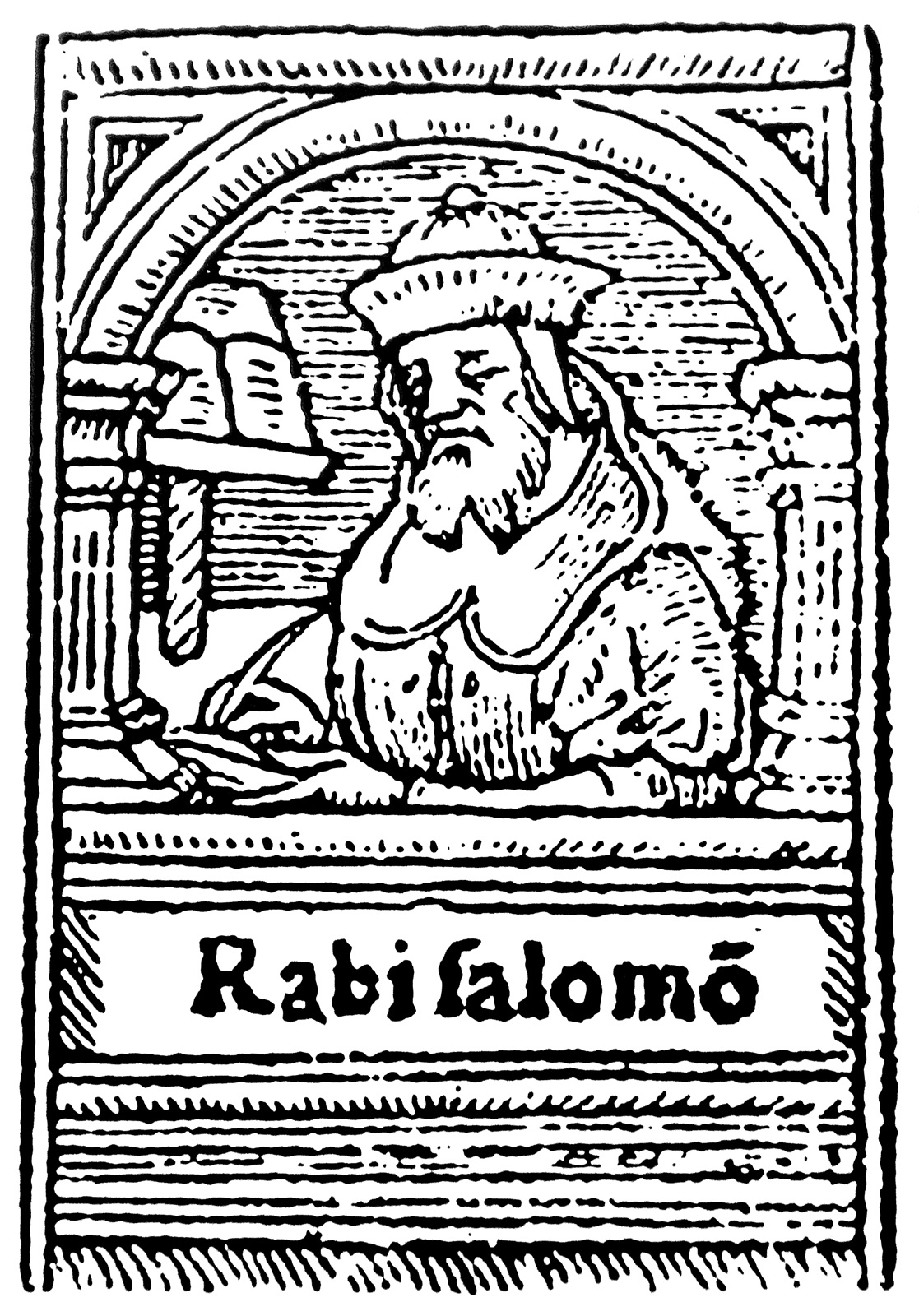
Raschi († 1105)

- Raschi, Roberto, san-marinesischer Politiker, Staatsoberhaupt von San Marino
- Raschick, Erich (1882–1946), deutscher General der Infanterie im Zweiten Weltkrieg
- Raschīd ad-Dīn (1247–1318), persischer Wesir
- Raschid ad-Din Sinan († 1193), Sektenführer der schiitischen (ismailitischen) Assassinen in Syrien im Vorfeld und zur Zeit des dritten Kreuzzugs
- Raschīd ad-Dīn Watwāt, muslimischer Literat
- Raschid bin Maktum († 1894), Herrscher des Emirates Dubai
- Raschid, Abdul Latif (* 1944), irakischer PolitikerAbdul Latif Raschid (* 1944)

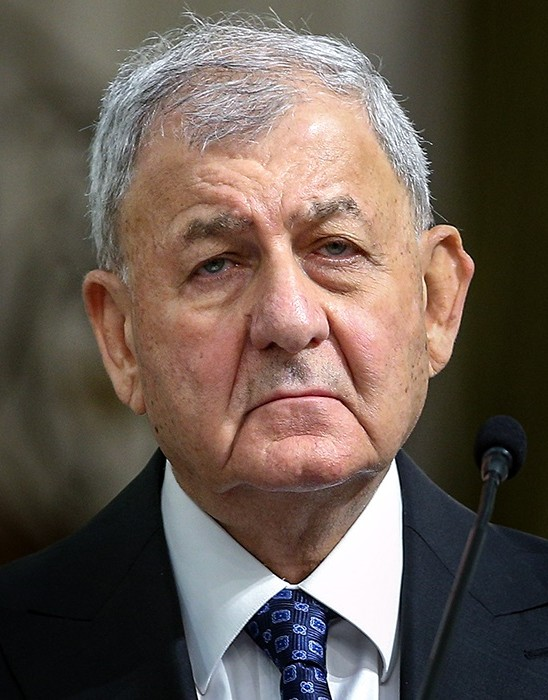
Abdul Latif Raschid (* 1944)

- Raschid, Franz (1954–2010), deutscher Fußballspieler und -trainer
- Raschid, Louiqa (* 1958), sri-lankisch-US-amerikanische Computerwissenschaftlerin
- Raschid, Nasser ar- (* 1937), saudi-arabischer Geschäftsmann
- Raschid, Raschid Mohamed (* 1955), ägyptischer Politiker, Handels- und Industrieminister
- Raschid, Ubaid bin Said bin († 1836), Herrscher von Dubai
- Raschidow, Gadschimurad Gasigandowitsch (* 1995), russischer Ringer
- Raschidow, Scharaf (1917–1983), usbekischer Politiker, Schriftsteller und Dichter
- Raschidow, Weschdi (* 1951), bulgarischer Menschenrechtsaktivist, Politiker und Bildhauer
- Raschig, Christoph Eusebius (1766–1827), sächsischer Mediziner, Generalstabsmedikus und Professor
- Raschig, Fritz (1863–1928), deutscher Chemiker, Unternehmer und Politiker (DDP), MdR
- Raschig, Susanne (* 1941), deutsche Bühnen- und Kostümbildnerin
- Raschin, Michail Wladimirowitsch (* 1984), russischer Shorttracker
- Raschka, Arkadius (1975–2015), deutscher Songwriter und Produzent
- Raschka, Chris (* 1959), amerikanischer Kinderbuch-Autor und Illustrator
- Raschka, Robert (1847–1908), österreichischer Architekt und Architekturmaler
- Raschka, Rudolf (1907–1948), sudetendeutscher Ingenieur, Landwirt und Politiker (NSDAP), MdR
- Raschka, Walter (1891–1971), österreichischer Architekt
- Raschkawan, Ruslana (* 1997), belarussische Sprinterin
- Raschke, Arthur (1883–1967), deutscher Politiker (Zentrum, CDU), MdR, MdL
- Raschke, Benjamin (* 1982), deutscher Politiker (Bündnis 90/Die Grünen), MdL
- Raschke, Felix (1884–1957), deutscher Politiker (KPD/SED)
- Raschke, Frank (* 1964), deutscher Jazzpianist und Komponist
- Raschke, Friederike (* 1950), deutsche Theaterschauspielerin, Synchron- und Hörspielsprecherin sowie Schriftstellerin
- Raschke, Georg Friedrich (1772–1849), deutscher Historien-, Porträt- und Landschaftsmaler
- Raschke, Gerda Maria (* 1944), deutsche Malerin
- Raschke, Gert (1914–1975), deutscher Bundesrichter
- Raschke, Helga (* 1935), deutsche Ethnografin, Museologin, Heimatforscherin und Sachbuchautorin
- Raschke, Hermann (1866–1945), österreichischer Pädagoge
- Raschke, Hermann (1887–1970), deutscher evangelischer Theologe, Pastor in Bremerhaven
- Raschke, James (* 1940), US-amerikanischer Ringer und Wrestler
- Raschke, Jens (* 1970), deutscher Kindertheatermacher und Autor
- Raschke, Joachim (* 1938), deutscher Politikwissenschaftler und Parteienforscher
- Raschke, Juliane (* 1989), deutsches Playmate
- Raschke, Korbinian (* 1992), deutscher Biathlet
- Raschke, Marie (1850–1935), deutsche Juristin
- Raschke, Martin (1905–1943), deutscher Schriftsteller und Publizist
- Raschke, Nicole (* 1982), deutsche Geographin, Professorin der TU Dresden
- Raschke, Olaf (* 1963), deutscher Politiker (parteilos), Oberbürgermeister von MeißenOlaf Raschke (* 1963)

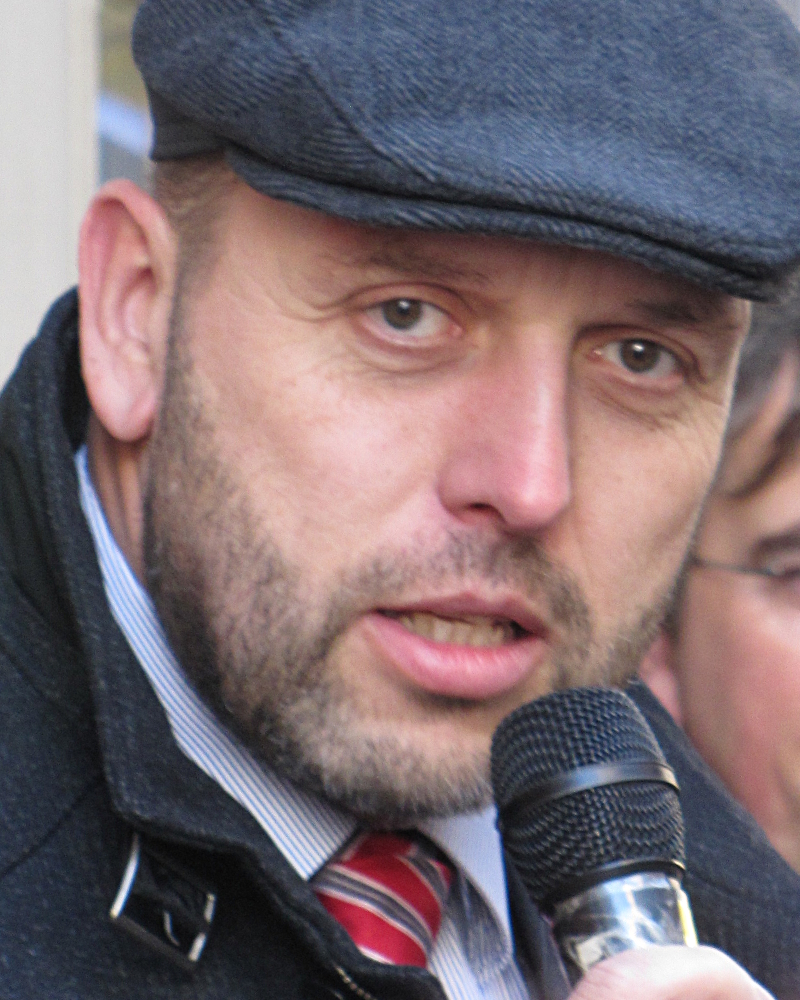
Olaf Raschke (* 1963)

- Raschke, Peter (* 1941), deutscher Politologe und Suchtforscher
- Raschke, Rudolf (1923–1945), österreichischer Offizier und Widerstandskämpfer
- Raschke, Thomas (* 1961), deutscher Bildhauer und Goldschmied
- Raschke, Tim (* 1970), deutscher Posaunist und Komponist zeitgenössischer Musik
- Raschke, Ulf (* 1972), deutscher Fußballspieler
- Raschker, Philippa (* 1947), US-amerikanische Athletin
- Raschkin, Waleri Fjodorowitsch (* 1955), russischer Politiker (KPRF)
- Raschkowski, Ilja (* 1984), russischer Pianist
- Raschl, Tobias (* 2000), deutscher Fußballspieler
- Raschle, Abraham (1792–1863), Schweizer Politiker und Industrieller
- Raschle, Johann Rudolf (1798–1867), Schweizer Politiker und Industrieller
- Raschle, Luca (* 1990), österreichischer Handballspieler
- Raschle, Nora, Schweizer Forscherin
- Raschner, Dominik (* 1994), österreichischer Skirennläufer
- Raschnikow, Wiktor Filippowitsch (* 1948), russischer UnternehmerWiktor Filippowitsch Raschnikow (* 1948)

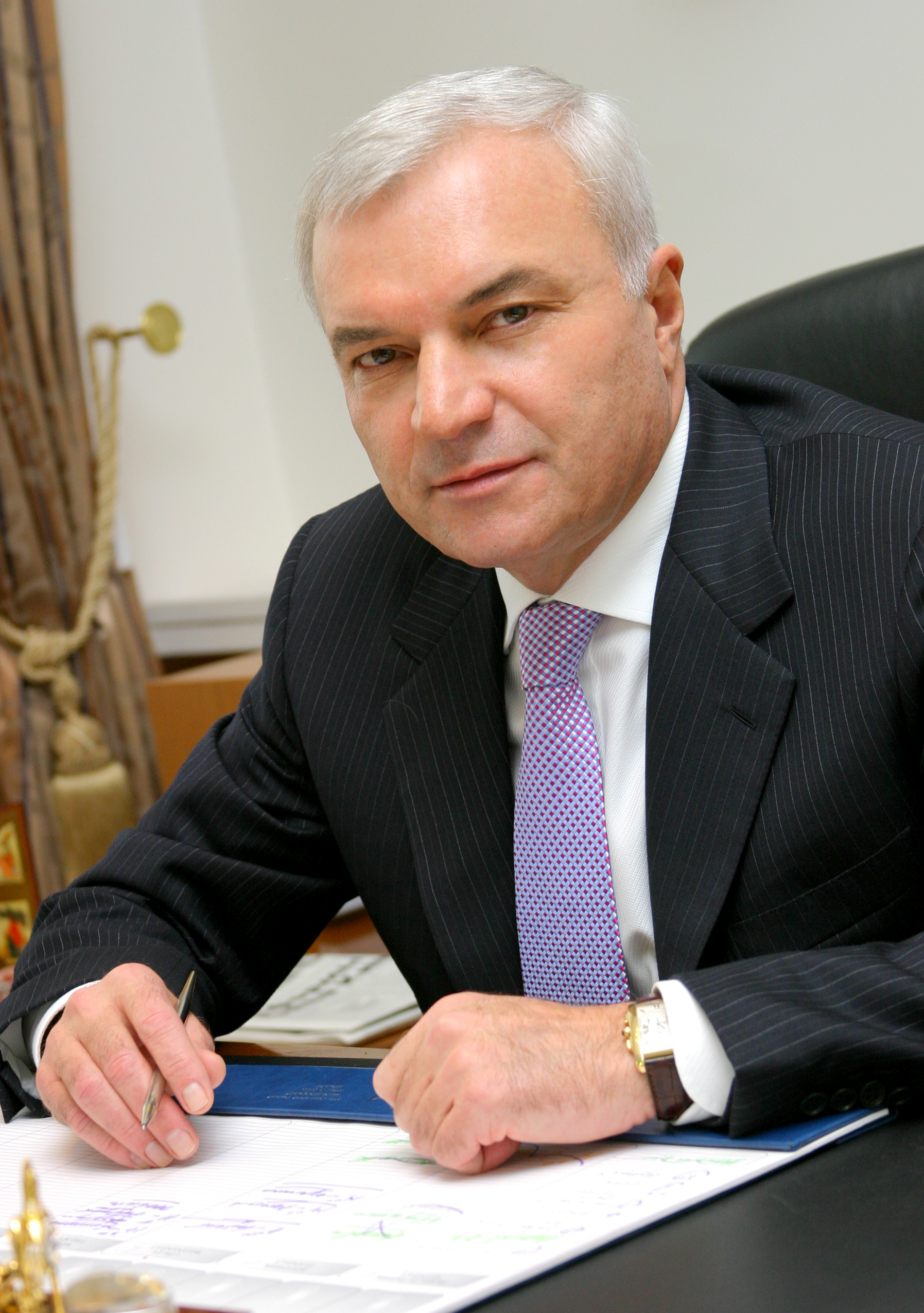
Wiktor Filippowitsch Raschnikow (* 1948)

- Raschti, Sayyid Kāzim (1793–1843), Führer des Schaichismus
- Raschtschupkin, Wiktor Iwanowitsch (* 1950), russischer Diskuswerfer und Olympiasieger
- Raschtschupkina, Wiktoryja (* 1995), belarussische Geherin
- Raschzok, Klaus (* 1954), deutscher evangelischer Theologe und Hochschullehrer für Praktische Theologie
- Rasck, Niclas (* 1969), schwedischer Fußballspieler
- Rasco, US-amerikanischer Rapper
- Rascón Navarro Seña y Redondo, Juan Antonio (1821–1902), spanischer Diplomat

### Rasd
- Rasdjarmrearnsook, Araya (* 1957), thailändische Installationskünstlerin, Regisseurin und Videokünstlerin

### Rase
- Rase, Ann-Sofie (* 1964), schwedische Schauspielerin
- Rase, Laurence (* 1977), belgische Taekwondoin und Funktionärin
- Rasee, Narentorn (* 1979), thailändischer Fußballspieler
- Raseghi, Andreas (1964–2024), deutscher Komponist und Essayist
- Rasehorn, Anna (* 1991), deutsche Politikerin (SPD), MdL Bayern
- Rasehorn, Johann Carl Kristian (1831–1913), Glasmacher und Glashüttenbesitzer
- Rasehorn, Theo (1918–2016), deutscher Richter, Rechtssoziologe und Schriftsteller
- Rasel (* 1982), spanischer R&B-Sänger
- Rasel, Georg (1882–1945), deutscher Maler, Grafiker und Zeichner
- Raselius, Andreas († 1602), deutscher Komponist
- Raselli, Evelina (* 1992), Schweizer Eishockeyspielerin
- Rasem, Bernd, deutscher Fernsehjournalist
- Rasenack, Karin (* 1945), deutsche SchauspielerinKarin Rasenack (* 1945)

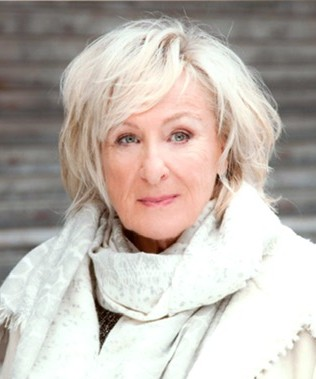
Karin Rasenack (* 1945)

- Rasenack, Otto (1899–1976), deutscher Tierarzt und Schlachthofexperte
- Rasenberg, André (1914–1994), niederländischer Boxer
- Rasenberger, Alfred (1885–1948), deutscher Landschaftsmaler
- Rasenberger, Herbert (1932–2019), deutscher Heimatforscher und Autor
- Raser, Ernst (1943–2025), österreichischer Judonationalteamtrainer
- Raser, Josef (1887–1966), österreichischer Politiker (LBd), Abgeordneter zum Nationalrat
- Raser, Stefan (* 1986), österreichischer Sportschütze
- Rašeta, Janko (* 1990), polnischer Gitarrist, Musiker und Komponist
- Raseta, Joseph (1886–1979), madegassischer Intellektueller und Politiker
- Rasetti, Franco (1901–2001), italienischer Physiker
- Rasey, Uan (1921–2011), US-amerikanischer Jazz-Trompeter

### Rasf
- Rasfeld, Margret (* 1951), deutsche Pädagogin, Schulleiterin sowie Autorin von Sachbüchern

### Rasg
- Rasgado, Víctor (1959–2023), mexikanischer Komponist
- Rasgon, Israil Mendelewitsch (1905–1987), russischer Historiker und Hochschullehrer
- Rasgon, Lew Emmanuilowitsch (1908–1999), russischer Schriftsteller

### Rash
- Rash, Jim (* 1971), US-amerikanischer Schauspieler, Drehbuchautor und Regisseur
- Rashad al-Alimi (* 1954), jemenitischer Politiker
- Rashad, Ahmed (* 1981), ägyptischer Radrennfahrer
- Rashād, Condola (* 1986), US-amerikanische Filmschauspielerin
- Rashād, Phylicia (* 1948), US-amerikanische Schauspielerin und SängerinPhylicia Rashād (* 1948)

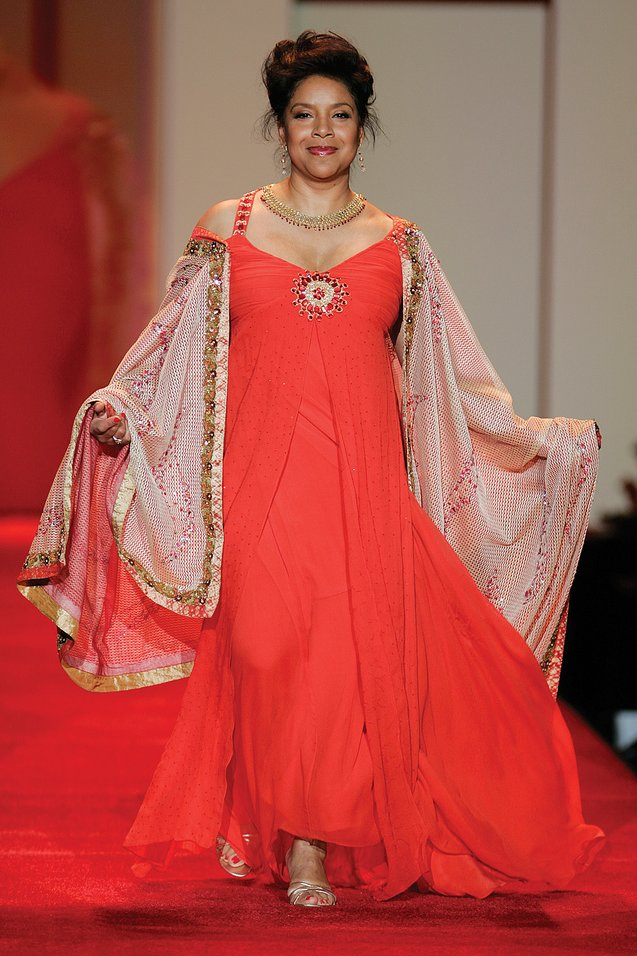
Phylicia Rashād (* 1948)

- Rashadi, Ahmed al- (* 1981), Fußballschiedsrichterassistent aus den Vereinigten Arabischen Emiraten
- Rashani, Elbasan (* 1993), kosovarisch-norwegischer Fußballspieler
- Rashed, Amin Abou (* 1967), palästinensischer Aktivist
- Rashed, David Ali (* 2002), deutscher Filmschauspieler
- Rashed, Essa Ismail (* 1986), katarischer Langstreckenläufer kenianischer Herkunft
- Rashed, Marwan (* 1971), französischer Gräzist und Philosophiehistoriker
- Rashed, Roshdi (* 1936), ägyptisch-französischer Wissenschafts- und Mathematikhistoriker
- Rashedi, Jonas (* 1988), deutscher Autor, Vortragsredner, Berater und Dozent
- Rasheed, Aishath Afnaan (* 1992), maledivische Badmintonspielerin
- Rasheed, Mohamed Ajfan (* 1990), maledivischer Badmintonspieler
- Rasheeda (* 1982), US-amerikanische Rapperin
- Rasheedi, Hilal al- (* 1968), omanischer Sportschütze
- Rasheedi, Omar al (* 1984), Leichtathlet der Vereinigten Arabischen Emirate
- Rashevsky, Nicolas (1899–1972), russisch-US-amerikanischer Biomathematiker
- Rashford, Marcus (* 1997), englischer FußballspielerMarcus Rashford (* 1997)

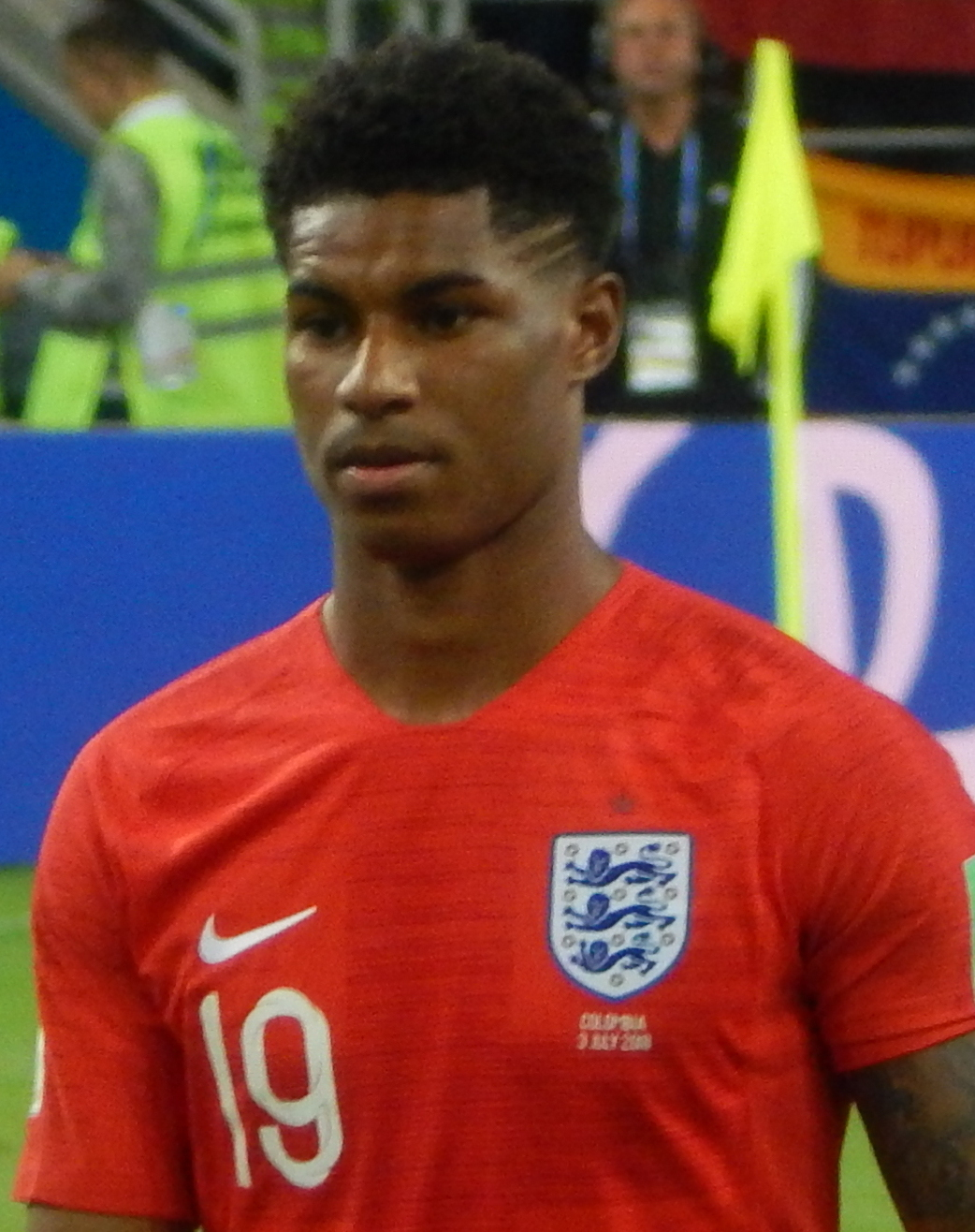
Marcus Rashford (* 1997)

- Rashica, Milot (* 1996), kosovarisch-albanischer Fußballspieler
- Rashid Maidin (1917–2006), malaysischer kommunistischer Politiker
- Rashid Mohamed Mbaraka Fatma, Ärztin und Politikerin in den Komoren
- Rashid, Abdel Aal (* 1927), ägyptischer Ringer
- Rashid, Abdul (1947–2020), pakistanischer Hockeyspieler
- Rashid, Abdul (* 1979), pakistanischer Hürdenläufer
- Rashid, Adil (* 1988), englischer Cricketspieler
- Rashid, Ahmed (* 1948), pakistanischer Buchautor und Korrespondent
- Rashid, Hani (* 1958), ägyptisch-kanadischer Architekt und Autor
- Rashid, Ingo Taleb (* 1963), irakischer Tanztheaterregisseur
- Rashid, Jamal (* 1988), bahrainischer Fußballspieler
- Rashid, Karim (* 1960), US-amerikanischer Designer
- Rashid, Lisa (* 1987), englische Fußballschiedsrichterassistentin
- Rashid, Mahmoud Abul Leil (1935–2011), ägyptischer Jurist und Politiker
- Rashid, Mark, US-amerikanischer Pferdetrainer
- Rashid, Osama (* 1992), irakischer Fußballspieler
- Rashidah Sa’adatul Bolkiah (* 1969), Tochter von Sultan Hassanal Bolkiah
- Rashidi, Abdullah al- (* 1963), kuwaitischer Sportschütze
- Rashidi, Narges (* 1980), deutsch-iranische SchauspielerinNarges Rashidi (* 1980)

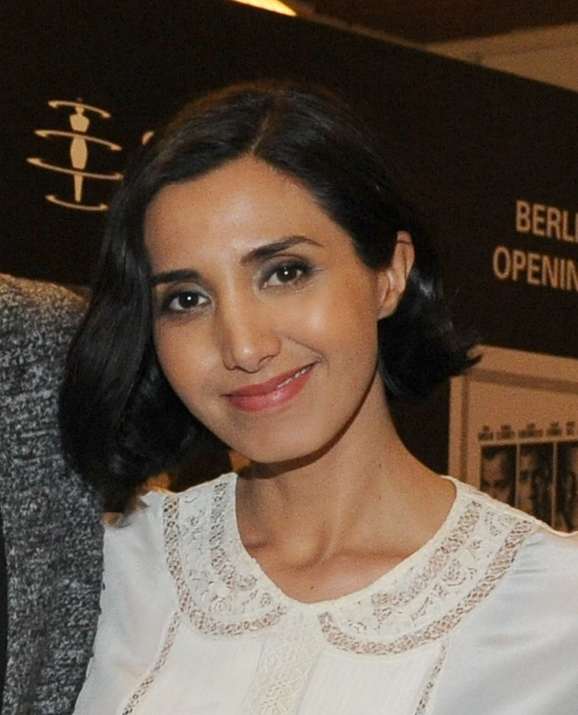
Narges Rashidi (* 1980)

- Rashidova, Sayyora (* 1943), usbekische Chemikerin, bevollmächtigte Oliy Majlis der Republik Usbekistan für Menschenrechte (Ombudsmann) (1995–2016)
- Rashied Ali (1933–2009), amerikanischer Jazz-Schlagzeuger
- Rashitov, Ulugʻbek (* 2002), usbekischer Taekwondoin
- Rashonow, Mykola (* 1964), sowjetischer Sprinter
- Rashwan, Donia (* 1998), ägyptische Radrennfahrerin
- Rashwan, Mohamed Ali (* 1956), ägyptischer Judoka

### Rasi
- Rasi, Francesco (1574–1621), italienischer Sänger, Komponist und Dichter
- Rasi, Guido (* 1954), italienischer Arzt und ehemaliger Leiter der Europäischen Arzneimittel-Agentur
- Rasi, Marjatta (1945–2021), finnische Diplomatin und Politikerin (Nationale Sammlungspartei)
- Raši, Richard (* 1971), slowakischer Politiker, Präsident des Nationalrats, Minister
- Rasi, Roland (* 1945), Schweizer Bankmanager und Rechtsanwalt
- Rasiak, Grzegorz (* 1979), polnischer Fußballspieler
- Rašić, Aleksandar (* 1984), serbischer Basketballspieler
- Rašić, Josip (* 1978), deutscher Fußballspieler
- Rašić, Milan (* 1985), serbischer Volleyballspieler
- Rašić, Milena (* 1990), serbische Volleyballspielerin
- Rasid, Safawi (* 1997), malaysischer Fußballspieler
- Rasidi, Arif (* 1980), französischer Badmintonspieler
- Rasiejewski, Jens (* 1975), deutscher Fußballspieler, -trainer und -funktionär
- Rašík, Vítězslav (* 1973), tschechischer Schachgroßmeister
- Rasikevičius, Dalius (* 1976), litauischer Handballspieler
- Rasilainen, Ari (* 1959), finnischer Dirigent
- Rasilly, Ghislain de (* 1943), französischer Ordensgeistlicher, emeritierter römisch-katholischer Bischof von Wallis und Futuna
- Rašilov, Saša (1891–1955), böhmischer Schauspieler, Komiker, Clown und Kabarettist
- Rašilov, Saša (1936–2000), tschechischer Kameramann
- Rašilov, Saša (* 1972), tschechischer Schauspieler
- Rašilov, Václav (* 1976), tschechischer Schauspieler und Musiker
- Rasim Haşmet (1888–1918), türkischer Dichter, Schriftsteller und Verleger
- Rasim, Ahmet († 1932), türkischer Journalist, Schriftsteller, Politiker und Komponist
- Rasim, Otto (1878–1936), österreichischer Landschaftsmaler und Skifahrer
- Rasimavičius, Liudvikas Narcizas (1938–2023), litauischer Politiker
- Rasimavičius, Pranas Vytautas (1930–2002), litauischer Familienrechtler, Verfassungsrichter, Professor an der Universität Vilnius
- Rasimovičiūtė, Diana (* 1984), litauische Biathletin
- Rasimowitz, Walter (* 1940), deutscher Offizier, Generalleutnant der Bundeswehr
- Rašín, Alois (1867–1923), tschechoslowakischer Jurist, Politiker, Ökonom und Finanzminister
- Rasin, Andrei Wladimirowitsch (* 1973), russischer Eishockeyspieler
- Rasin, Hennadij (* 1978), russisch-ukrainischer Eishockeyspieler
- Rasin, Nikolai Wassiljewitsch (1904–1983), russisch-sowjetischer Wasserbauingenieur
- Rasin, Stenka (1630–1671), russischer Ataman der DonkosakenStenka Rasin (1630–1671)

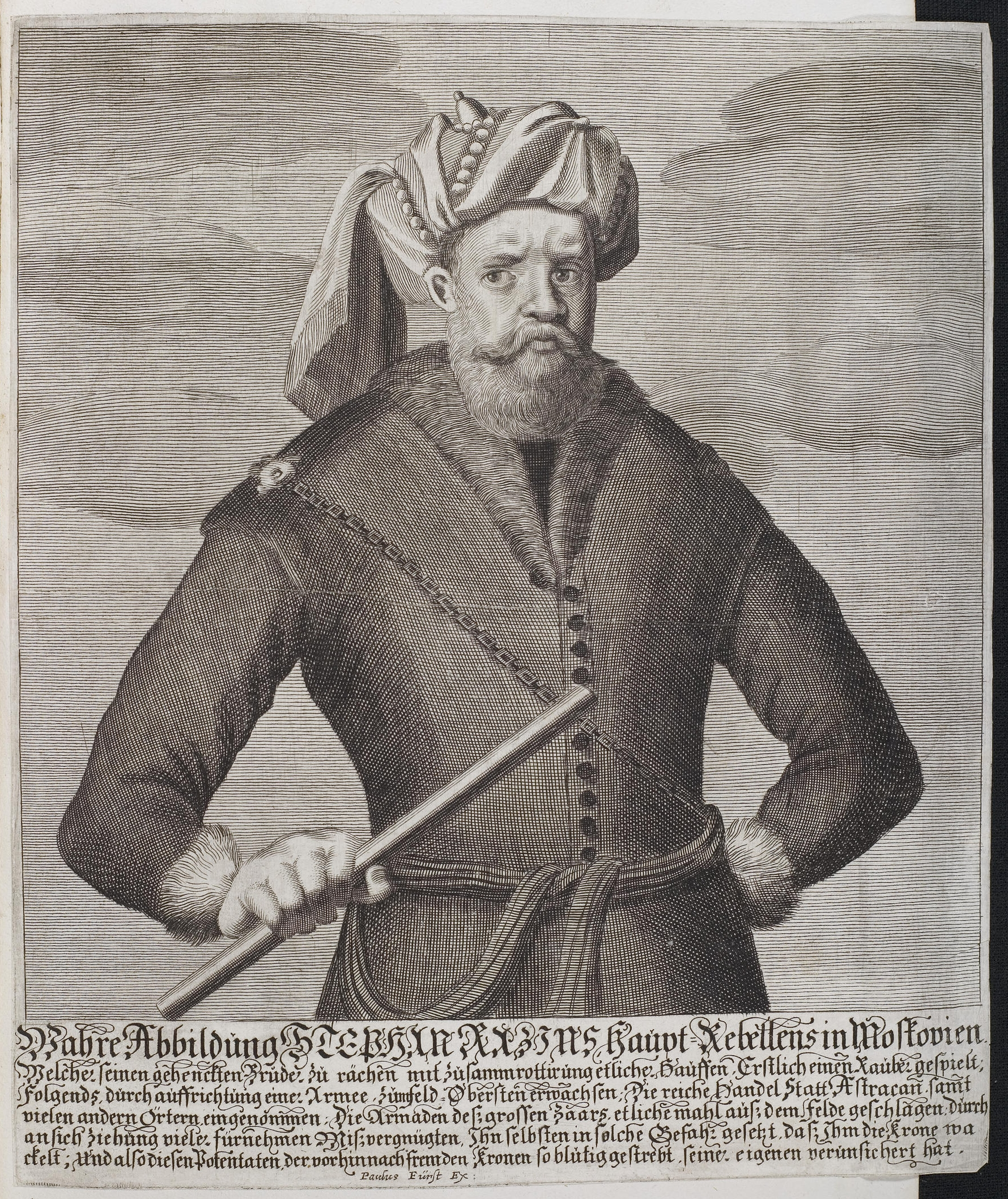
Stenka Rasin (1630–1671)

- Rasina, Anton (1843–1923), deutscher Verwaltungsbeamter
- Rășinaru, Gheorghe (1915–1994), rumänischer Fußballspieler
- Rasing, Theo (* 1953), niederländischer Physiker
- Rasinger, Erwin (* 1952), österreichischer Mediziner und Politiker (ÖVP), Landtagsabgeordneter, Abgeordneter zum Nationalrat
- Rasinger, Milan (* 1977), österreichischer Fußballspieler
- Rasinius Tettianus, Gaius, römischer Offizier (Kaiserzeit)
- Rasinski, Brigitte (* 1945), deutsche Politikerin (CDU), MdL
- Rasio, Maurizio (* 1963), italienischer Filmschaffender
- Rasiowa, Helena (1917–1994), polnische Mathematikerin und Hochschullehrerin
- Rasir, Justine (* 2001), belgische Hockeyspielerin
- Rasizadə, Artur (* 1935), aserbaidschanischer Politiker und Ministerpräsident
- Rasizade, Alec (* 1947), aserbaidschanisch-amerikanischer Historiker, Politikwissenschaftler und Hochschullehrer

### Rask
- Rask, Caroline (* 1994), dänische Fußballspielerin
- Rask, Emma (* 1996), schwedische Handballspielerin
- Rask, Gertrud (1673–1735), norwegische Missionarsgattin
- Rask, Helene (* 1980), norwegisches Model
- Rask, Joonas (* 1990), finnischer Eishockeyspieler
- Rask, Märt (* 1950), estnischer Jurist und Politiker
- Rask, Rasmus Christian (1787–1832), dänischer Indogermanist
- Rask, Sara (* 2000), schwedische Skirennläuferin
- Rask, Tuukka (* 1987), finnischer EishockeyspielerTuukka Rask (* 1987)

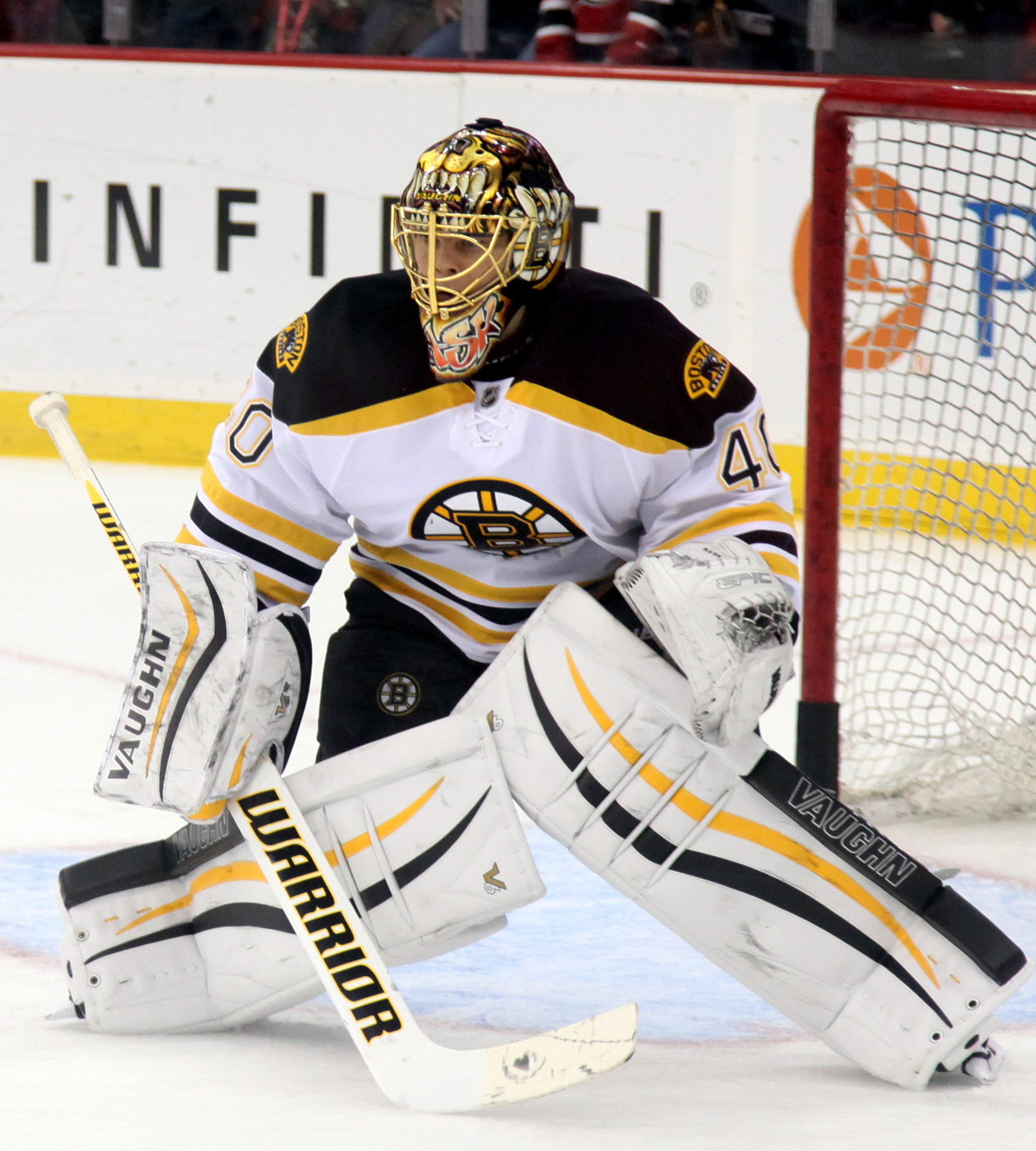
Tuukka Rask (* 1987)

- Rask, Victor (* 1993), schwedischer Eishockeyspieler
- Raška, Jiří (1941–2012), tschechoslowakischer Skispringer
- Raška, Jiří (* 1967), tschechoslowakischer bzw. tschechischer Skispringer
- Raška, Martin (* 1977), tschechischer Fußballtorhüter
- Raskaj, Anel (* 1989), kosovarischer Fußballspieler
- Raškaj, Slava (1877–1906), kroatische Malerin
- Raskatow, Alexander Michailowitsch (* 1953), russischer Komponist
- Raskatow, Wolodymyr (1957–2014), sowjetischer Schwimmer
- Raske, August (1901–1994), deutscher Jurist und Richter am Bundesgerichtshof
- Raske, Michael (* 1936), deutscher römisch-katholischer Theologe
- Raske, Peter (* 1949), deutscher Politiker (SPD), MdL Niedersachsen
- Rasker, Albert Jan (1906–1990), niederländischer evangelisch-reformierter Theologe
- Raskevičius, Tomas Vytautas (* 1989), litauischer liberaler Politiker, Mitglied im Seimas
- Raskin, Adolf (1900–1940), deutscher Musikwissenschaftler, Journalist und Rundfunkpionier
- Raskin, Brigitte (* 1947), flämische Schriftstellerin und Journalistin
- Raskin, Dmytro (* 1995), ukrainischer und israelischer Judoka sowie Sambo-Kämpfer
- Raskin, Fred (* 1973), US-amerikanischer Filmeditor
- Raskin, Heinrich (1902–1990), deutscher Kommunalpolitiker (CDU) und Oberbürgermeister von Trier
- Raskin, Jamie (* 1962), US-amerikanischer Rechtswissenschaftler und Politiker der Demokratischen ParteiJamie Raskin (* 1962)

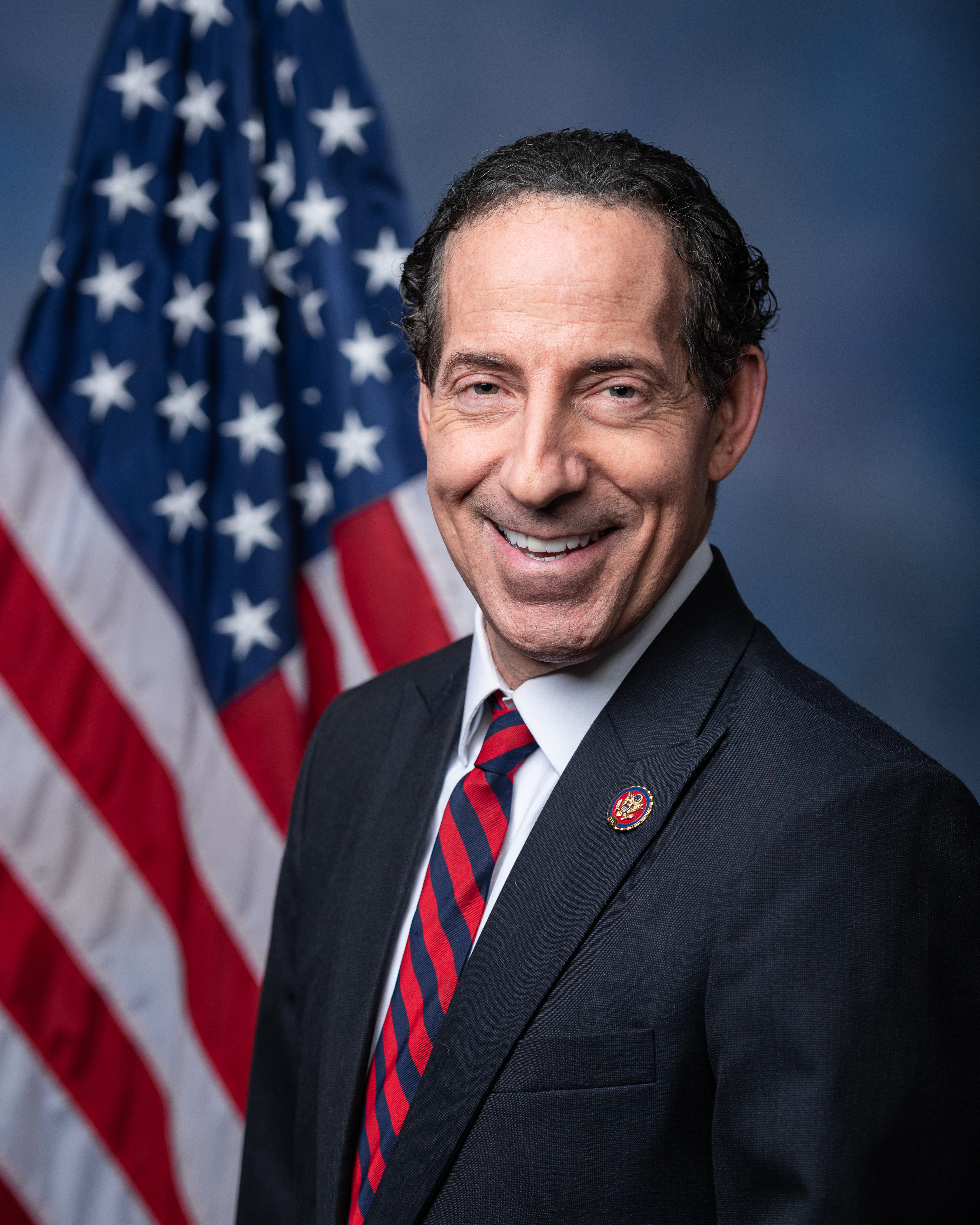
Jamie Raskin (* 1962)

- Raskin, Jef (1943–2005), US-amerikanischer Informatiker
- Raskin, Jon (* 1954), amerikanischer Saxophonist und Komponist
- Raskin, Joseph (1892–1943), belgischer römisch-katholischer Geistlicher, Scheut-Missionar und Märtyrer
- Raskin, Josh (* 1980), kanadischer Animator, Filmregisseur und Musiker
- Raskin, Luise (1909–2002), deutsche Kindergärtnerin
- Raskin, Milt (1916–1977), US-amerikanischer Jazzpianist, Arrangeur und Songwriter
- Raskin, Nicolas (* 2001), belgischer Fußballspieler
- Raskin, Shlomo (* 1971), Rabbiner, Seelsorger und Schriftsteller
- Raskin, Yann (* 2005), israelischer Eishockeyspieler
- Raskina, Julija (* 1982), belarussische rhythmische SportgymnastinJulija Raskina (* 1982)

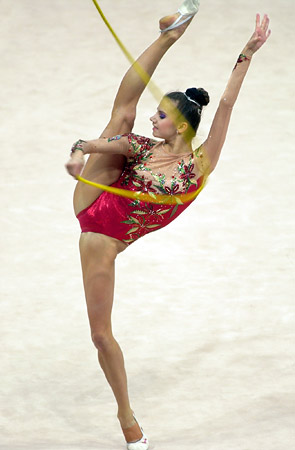
Julija Raskina (* 1982)

- Raskina, Karolina (* 1992), deutsche Turnerin
- Raškinis, Arimantas Juvencijus (* 1944), litauischer Biophysiker und Politiker
- Raskolnikov, Ripoff (* 1955), österreichischer Blues-Singer/Songwriter und Gitarrist
- Raskolnikow, Fjodor Fjodorowitsch (1892–1939), sowjetischer KP-Funktionär, Diplomat und Flottenkommandeur
- Raskop, Anselm (1697–1751), deutscher Abt
- Raskop, Heinrich-Georg (1904–1985), deutscher Erwachsenenbildner, Hochschullehrer und Medienpolitiker (CDU), MdL
- Raskop, Johann (1911–1988), deutscher SED-Funktionär
- Rašković, Jovan (1929–1992), jugoslawischer Psychiater und Politiker
- Rašković, Milanko (* 1981), serbischer Fußballspieler
- Raskovy, Stephen (1936–2021), australischer Ringer
- Raskowa, Marina Michailowna (1912–1943), sowjetische Pilotin
- Raskulinecz, Nick, US-amerikanischer Musikproduzent
- Rasky, Harry (1928–2007), kanadischer Dokumentarfilmproduzent und -regisseur
- Rasky, Monika (* 1946), deutsche Schauspielerin bei Bühne, Film und Fernsehen und Bühnenregisseurin

### Rasl
- Raslan, Anwar (* 1963), syrischer Polizist und Oberst der syrischen Geheimdienste
- Raslan, Mahmoud, syrischer Fotograf
- Raslan, Rana (* 1977), israelische Schönheitskönigin (1999)
- Rasles, Sébastien (1657–1724), Jesuit und Missionar der Abenaki
- Rašljić, Daniel (* 1975), schweizerisch-kroatischer Basketballtrainer und ehemaliger Basketballspieler
- Rašlová, Marta (* 1949), slowakische Schauspielerin
- Raslovlev, Michail (1892–1987), russischer Publizist und Emigrant

### Rasm
- Rasmadse, Andria (1889–1929), georgischer Mathematiker und Hochschullehrer
- Rasmo, Nicolò (1909–1986), italienischer Kunsthistoriker
- Rasmus, Ulrich (1887–1943), deutscher Konteradmiral der Kriegsmarine
- Rasmusen, Christa (1929–2009), dänische Schauspielerin
- Rasmuson, Svante (* 1955), schwedischer Moderner Fünfkämpfer
- Rasmussen (* 1985), dänischer Sänger
- Rasmussen, Aage (1889–1983), dänischer Geher und Fotograf
- Rasmussen, Alex (* 1984), dänischer Radrennfahrer
- Rasmussen, Allan Stig (* 1983), dänischer Schachspieler
- Rasmussen, Anders Fogh (* 1953), dänischer Politiker, Mitglied des Folketing und Ministerpräsident, Generalsekretär der NatoAnders Fogh Rasmussen (* 1953)

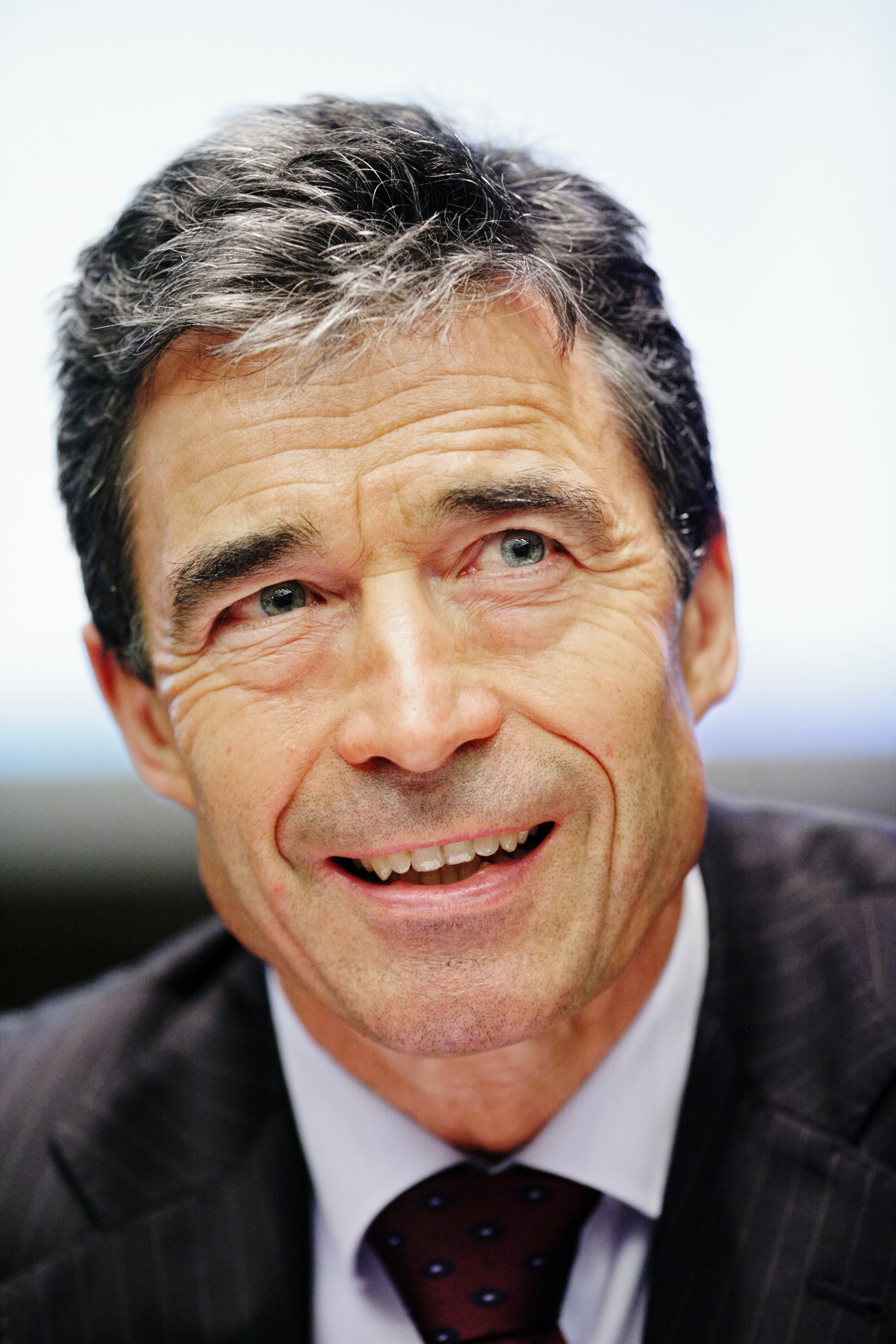
Anders Fogh Rasmussen (* 1953)

- Rasmussen, Anna, US-amerikanische Drehbuchautorin und Schauspielerin
- Rasmussen, Anne, samoanische Diplomatin
- Rasmussen, Anne (* 1974), dänische Politikwissenschaftlerin
- Rasmussen, Arne Skafte (1912–1994), deutsch-dänischer Ingenieur und Unternehmer
- Rasmussen, Benjamin Boe (* 1966), dänischer Schauspieler
- Rasmussen, Bjørn (1885–1962), dänischer Fußballspieler
- Rasmussen, Bodil Steen (* 1957), dänische Ruderin
- Rasmussen, Carl (1841–1893), dänischer Maler
- Rasmussen, Carl Christian (1890–1992), US-amerikanischer lutherischer Geistlicher und Theologe
- Rasmussen, Christian (1846–1918), dänischer Missionar in Grönland, Autor, Philologe und Pastor
- Rasmussen, Christian (* 2000), dänischer Automobilrennfahrer
- Rasmussen, Christian (* 2003), dänischer FußballspielerChristian Rasmussen (* 2003)

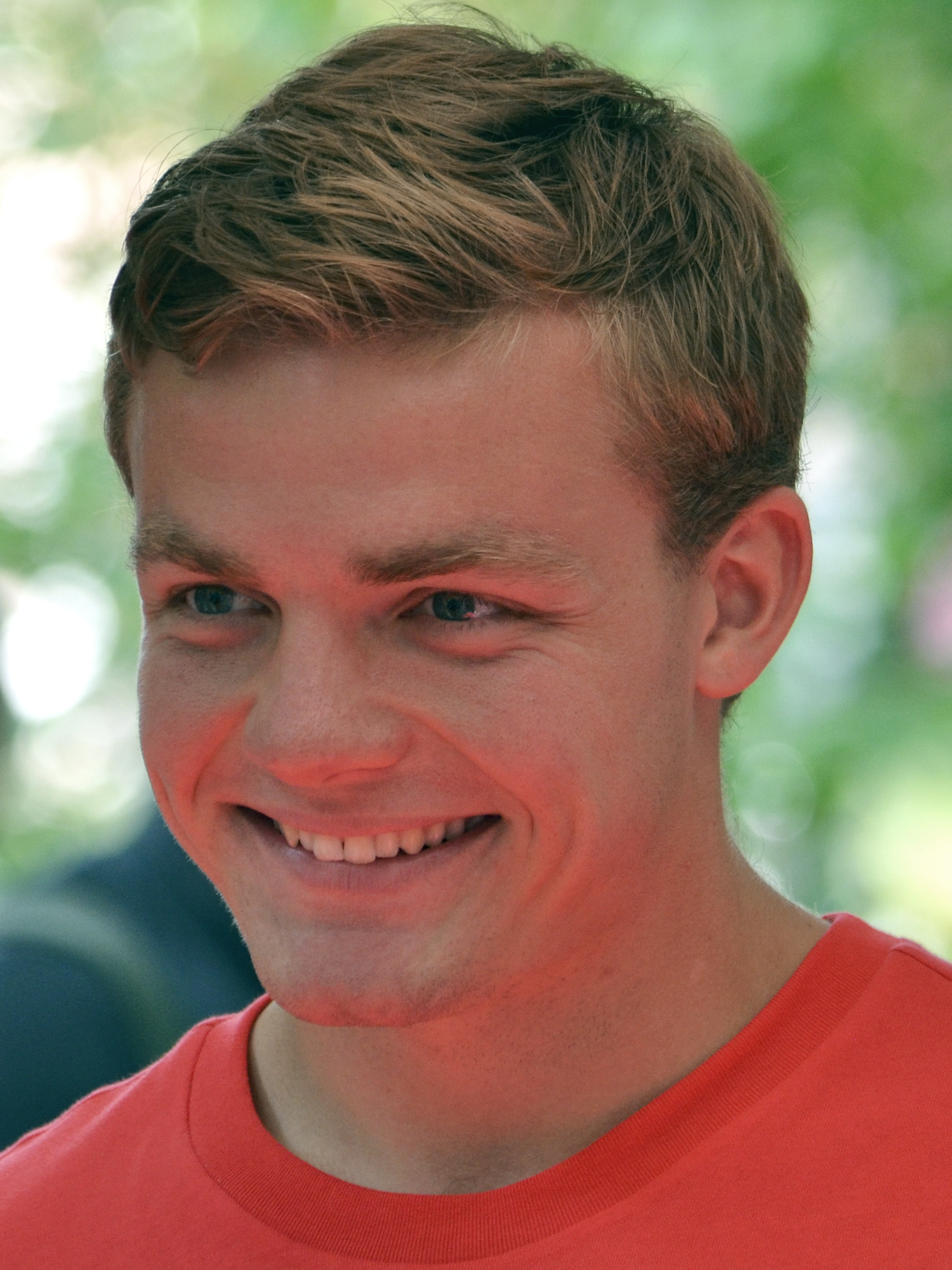
Christian Rasmussen (* 2003)

- Rasmussen, Claus (* 1957), dänischer Radrennfahrer
- Rasmussen, David (* 1976), dänischer Fußballspieler
- Rasmussen, David Tab (1958–2014), US-amerikanischer Paläoanthropologe und Verhaltensökologe
- Rasmussen, Dennis (* 1990), schwedischer Eishockeyspieler
- Rasmussen, Ebbe Kjeld (1901–1959), dänischer Physiker
- Rasmussen, Elton (1936–1978), australischer Rugby-League-Spieler
- Rasmussen, Erik (* 1960), dänischer Fußballspieler und Trainer
- Rasmussen, Erik (* 1977), US-amerikanischer Eishockeyspieler
- Rasmussen, Erik Veje (* 1959), dänischer Handballspieler und -trainer
- Rasmussen, Flemming (* 1958), dänischer Musikproduzent
- Rasmussen, Georg Anton (1842–1914), norwegischer Landschaftsmaler
- Rasmussen, Gustav (1895–1953), dänischer Diplomat und Politiker
- Rasmussen, Halfdan (1915–2002), dänischer Dichter und Widerstandskämpfer
- Rasmussen, Hans Werner Skafte (1906–1945), deutscher Industrieller
- Rasmussen, Hedvig Lærke (* 1993), dänische Ruderin
- Rasmussen, Henning (1926–1997), dänischer Gewerkschafter und Politiker (Socialdemokraterne), Minister und Präsident des Folketing
- Rasmussen, Henriette (1950–2017), grönländische Politikerin, Diplomatin, Journalistin, Lehrerin, Frauenrechtlerin, Menschenrechtlerin und Dolmetscherin
- Rasmussen, Henrik (1887–1969), dänischer Turner
- Rasmussen, Henrik Fogh (* 1979), US-amerikanischer Unternehmer und Autor
- Rasmussen, Henry (1877–1959), deutscher Bootsbauer, Yachtkonstrukteur und Werftbesitzer
- Rasmussen, Hugo (1941–2015), dänischer Jazz-Musiker
- Rasmussen, Jacob (* 1997), dänischer FußballspielerJacob Rasmussen (* 1997)

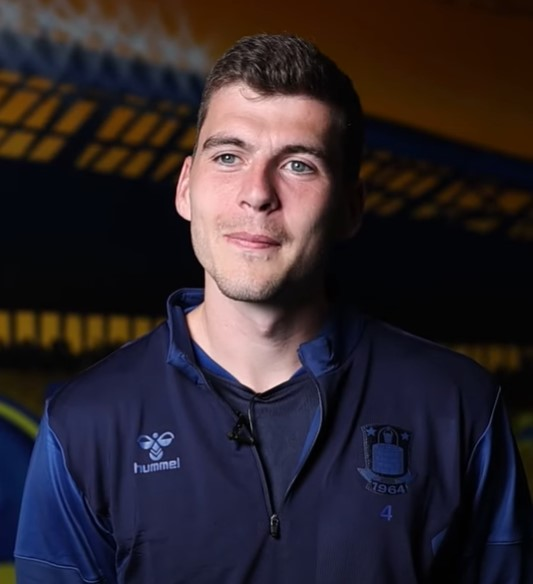
Jacob Rasmussen (* 1997)

- Rasmussen, Jacob Moe (* 1975), dänischer Radrennfahrer
- Rasmussen, Jakob (1871–1924), grönländischer Landesrat
- Rasmussen, Janne (* 1970), dänische Fußballspielerin
- Rasmussen, Jens B. (1947–2005), dänischer Herpetologe
- Rasmussen, Johan (* 1970), schwedischer Skispringer
- Rasmussen, Johanna (* 1983), dänische Fußballspielerin
- Rasmussen, John (* 1926), US-amerikanischer Kernphysiker
- Rasmussen, Jonas (* 1977), dänischer Badmintonspieler
- Rasmussen, Jørgen Frank (1930–2009), dänischer Radrennfahrer
- Rasmussen, Jørgen Nybo (1929–2025), dänischer Historiker und Archivar
- Rasmussen, Jørgen Skafte (1878–1964), dänischer Ingenieur und Industrieller
- Rasmussen, Karen Maud (1906–1994), dänische Schwimmerin
- Rasmussen, Kjeld (* 1954), dänischer Sportschütze
- Rasmussen, Kjell (1927–2023), norwegischer Diplomat
- Rasmussen, Knud (1879–1933), dänischer Polarforscher, Ethnologe und BuchautorKnud Rasmussen (1879–1933)

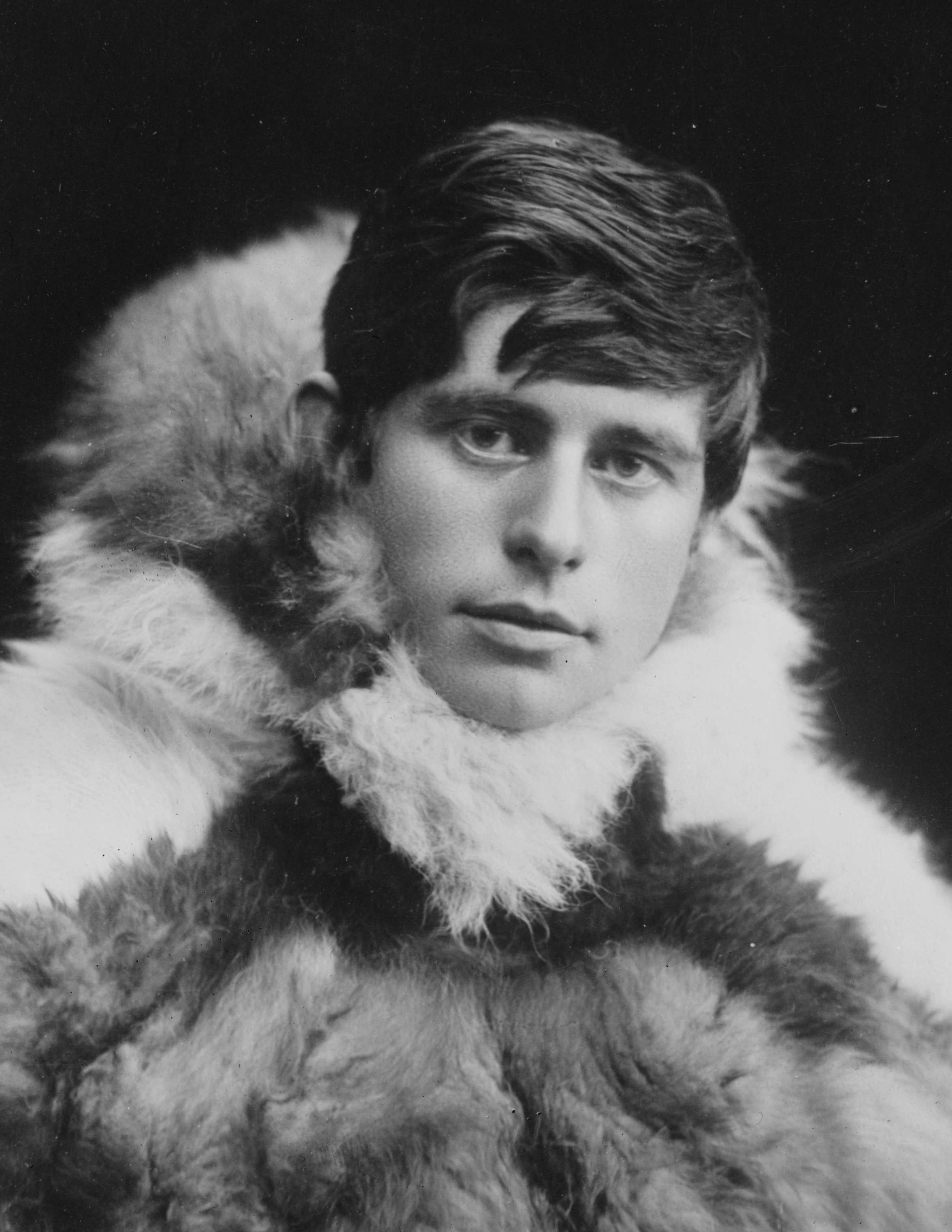
Knud Rasmussen (1879–1933)

- Rasmussen, Kyle (* 1968), US-amerikanischer Skirennläufer
- Rasmussen, Lars (* 1976), dänischer Handballspieler
- Rasmussen, Lars Løkke (* 1964), dänischer Politiker, Ministerpräsident Dänemarks
- Rasmussen, Mads (* 1981), dänischer Ruderer
- Rasmussen, Malene Vahl (* 1994), grönländische Politikerin (Demokraatit)
- Rasmussen, Manon (* 1951), dänische Kostümbildnerin
- Rasmussen, Marianne (* 1972), dänische Badmintonspielerin
- Rasmussen, Martha (* 2002), dänische Leichtathletin
- Rasmussen, Mette (* 1988), dänische Jazzmusikerin
- Rasmussen, Michael (* 1974), dänischer RadrennfahrerMichael Rasmussen (* 1974)

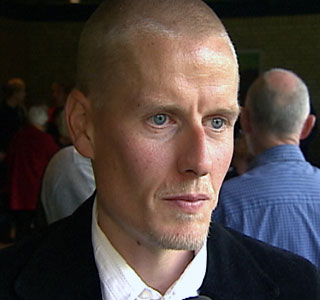
Michael Rasmussen (* 1974)

- Rasmussen, Michael (* 1999), kanadischer Eishockeyspieler
- Rasmussen, Michelle (* 1976), dänische Badmintonspielerin
- Rasmussen, Moritz (1878–1965), dänischer Sportler
- Rasmussen, Morten (* 1985), dänischer Fußballspieler
- Rasmussen, Nicolai Julius († 1824), dänischer Kaufmann und kommissarischer Inspektor in Grönland
- Rasmussen, Norman (1927–2003), US-amerikanischer Kernphysiker und Kerntechniker
- Rasmussen, Ole (* 1952), dänischer Fußballspieler und -trainer
- Rasmussen, Ole Riber (1955–2017), dänischer Sportschütze
- Rasmussen, Oliver (* 2000), dänischer Autorennfahrer
- Rasmussen, Oskar Vind (* 2000), dänischer Handballspieler
- Rasmussen, Otto (* 1845), deutscher Bildhauer
- Rasmussen, Ove Skafte (1909–1995), deutsch-dänischer Unternehmer
- Rasmussen, Pamela C. (* 1959), US-amerikanische Ornithologin
- Rasmussen, Per (* 1959), dänischer Ruderer
- Rasmussen, Peter (1906–1992), dänischer Jazz-Posaunist und Bandleader
- Rasmussen, Peter (* 1967), dänischer Fußballspieler
- Rasmussen, Peter (* 1974), dänischer Badmintonspieler
- Rasmussen, Peter (* 1993), dänischer E-SportlerPeter Rasmussen (* 1993)

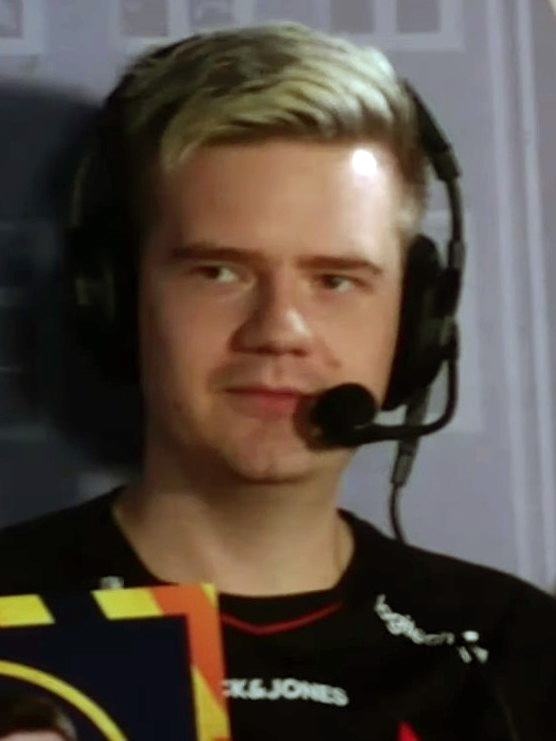
Peter Rasmussen (* 1993)

- Rasmussen, Poul Åge (1925–2000), dänischer Fußballspieler
- Rasmussen, Poul Nyrup (* 1943), dänischer Politiker, MdEP
- Rasmussen, Rasmus (1871–1962), färöischer Pädagoge und Schriftsteller
- Rasmussen, Rasmus (1899–1974), dänischer Turner
- Rasmussen, Rie (* 1978), dänische Schauspielerin
- Rasmussen, Roger (* 1983), norwegischer Poolbillardspieler
- Rasmussen, Rudolf (1918–1993), dänischer Radrennfahrer
- Rasmussen, Sebastian (* 2002), dänisch-philippinischer Fußballspieler
- Rasmussen, Sibylle (* 1973), deutsch-dänische Schauspielerin und Synchronsprecherin
- Rasmussen, Sørenn (* 1976), dänischer Handballtorwart
- Rasmussen, Steen (* 1888), dänischer Langstreckenläufer
- Rasmussen, Steen (* 1968), dänischer Jazzmusiker (Piano, Komposition)
- Rasmussen, Steen Eiler (1898–1990), dänischer Architekt, Stadtplaner und Hochschullehrer
- Rasmussen, Stefan (1880–1951), dänischer Fußballspieler
- Rasmussen, Steffen (* 1991), dänischer Badmintonspieler
- Rasmussen, Sunleif (* 1961), färöischer Komponist klassischer Musik
- Rasmussen, Svend Erik (1923–1972), dänischer Pastor und Propst
- Rasmussen, Theodore (1910–2002), kanadischer Neurologe und Neurochirurg
- Rasmussen, Thomas (* 1977), dänischer Fußballspieler
- Rasmussen, Thue Ersted (* 1985), dänischer Schauspieler
- Rasmussen, Tina (* 1980), dänische Fußballspielerin
- Rasmussen, Tobias (* 1996), dänischer Tischtennisspieler
- Rasmussen, Troels (* 1961), dänischer Fußballtorwart
- Rasmussen, Willy (1910–1958), dänischer Weitspringer, Dreispringer und Zehnkämpfer
- Rasmussen, Willy (1937–2018), norwegischer Speerwerfer
- Rasmussen-Gjørling, Hedevig (1902–1985), dänische Schwimmerin

### Rasn
- Rasnayake, Chandrika (* 1987), sri-lankische Sprinterin
- Rasner, Erich (1905–1981), deutscher SS-Sturmbannführer
- Rasner, Martin (* 1995), österreichischer Fußballspieler
- Rasner, Will (1920–1971), deutscher Politiker (CDU), MdB
- Rasnizyn, Alexander Pawlowitsch (* 1936), russischer Paläontologe und Entomologe

### Raso
- Raso, Adrian (* 1972), kanadischer Gitarrist und Komponist
- Raso, Chiara (* 1981), italienische Skibergsteigerin
- Raso, Hayley (* 1994), australische Fußballspielerin
- Rasoherina (1814–1868), Königin von Madagaskar (1863–1868)
- Rasoloarison, Rodin M., madagassischer Primatologe
- Rasool, Akhtar (* 1954), pakistanischer Feldhockeyspieler
- Rasool, Ebrahim (* 1962), südafrikanischer Politiker
- Rasor, Christian August (1819–1860), Kaufmann und Politiker der Freien Stadt Frankfurt
- Rasori, Giovanni (1766–1837), italienischer Arzt
- Rasorjonow, Ihor (* 1970), ukrainischer Gewichtheber
- Rasoul, Behrouz Sebt (* 1970), iranischer Filmregisseur, Drehbuchautor, Produzent und Musiker
- Rasouli Mahallaty, Mohammad Javad (* 1959), iranischer Diplomat
- Rasouli, Hossein (* 1999), iranischer Diskuswerfer
- Rasouli, Tarek (* 1974), deutscher BMX-Fahrer und Freerider
- Rasova, Vanja (* 1992), deutsche Schauspielerin und Synchronsprecherin
- Rašović, Branko (1942–2024), jugoslawischer Fußballspieler
- Rašović, Strahinja (* 1992), serbischer Wasserballer
- Rašović, Viktor (* 1993), serbischer Wasserballer
- Rasovszky, Kristóf (* 1997), ungarischer Schwimmer

### Rasp
- Rasp, Carl Gottlieb (1752–1807), deutscher Miniaturmaler und Kupferstecher
- Rasp, Carl Ritter von (1848–1927), deutscher Versicherungsexperte, Generaldirektor der Bayerischen Versicherungsbank
- Rasp, Charles (1846–1907), deutsch-australischer Bergbauunternehmer
- Rasp, Christian (* 1989), deutscher Bobfahrer
- Rasp, Fritz (1891–1976), deutscher Film- und BühnendarstellerFritz Rasp (1891–1976)

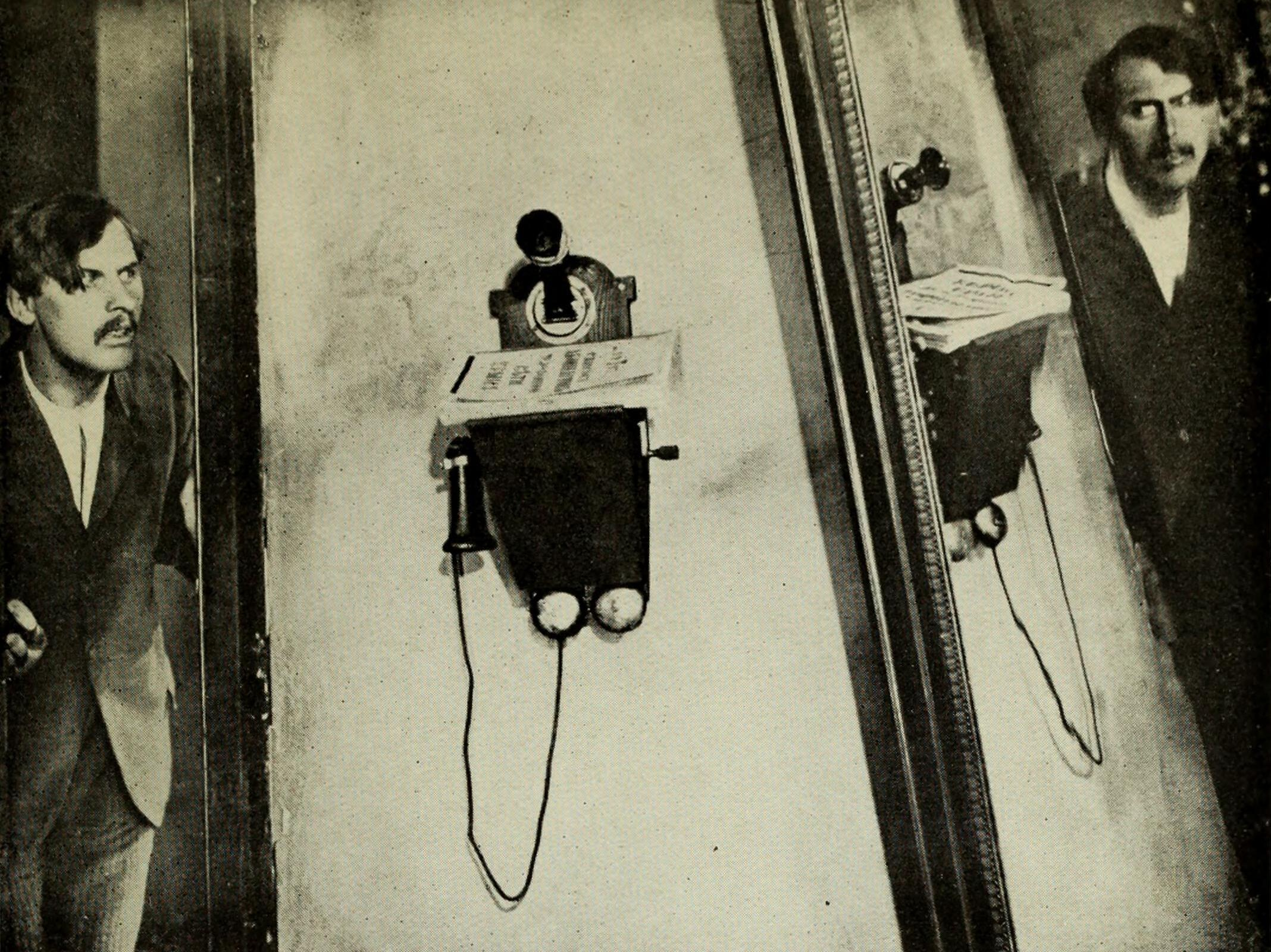
Fritz Rasp (1891–1976)

- Rasp, Gerd (* 1960), deutscher Facharzt für HNO
- Rasp, Hans (1895–1966), deutscher Bibliothekar
- Rasp, Renate (1935–2015), deutsche Schriftstellerin
- Rasp, Siegfried (1898–1968), deutscher General der Infanterie im Zweiten Weltkrieg
- Rasp, Susanne (1932–1973), deutsche Schauspielerin
- Raspadori, Giacomo (* 2000), italienischer Fußballspieler
- Raspail, François-Vincent (1794–1878), französischer Botaniker und Politiker
- Raspail, Jean (1925–2020), französischer Schriftsteller
- Raspanti, Antonino (* 1959), italienischer Geistlicher, römisch-katholischer Bischof von Acireale
- Raspanti, Miguel (1904–1991), argentinischer Ordensgeistlicher und römisch-katholischer Bischof
- Raspe, Ariane (* 1981), deutsche Schauspielerin, Komödiantin
- Raspe, Gabriel Nicolaus (1712–1785), deutscher Verleger
- Raspe, Hans, Bergmeister der Wettiner
- Raspe, Hans (1877–1957), deutscher Jurist und Politiker
- Raspe, Hans-Dieter (* 1937), deutscher LDPD-Funktionär, MdV
- Raspe, Hans-Heinrich (* 1945), deutscher Internist und Sozialmediziner
- Raspe, Horst (1925–2004), deutscher Schauspieler und Synchronsprecher
- Raspe, Jan-Carl (1944–1977), deutscher Terrorist der Rote Armee Fraktion
- Raspe, Johannes (* 1977), deutscher Schauspieler und SynchronsprecherJohannes Raspe (* 1977)

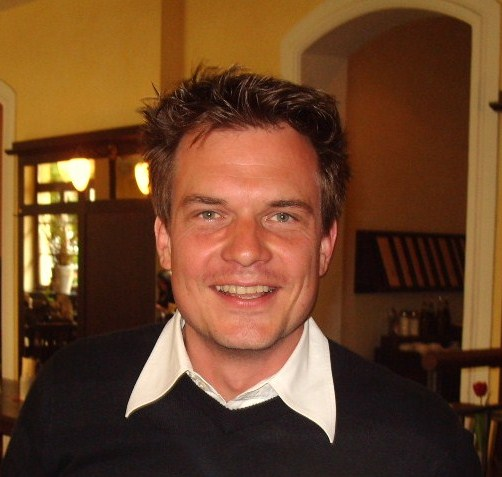
Johannes Raspe (* 1977)

- Raspé, Margaret (1933–2023), deutsche Filmkünstlerin, Videokünstlerin, Performerin
- Raspe, Ralf (* 1960), deutscher Fernsehmoderator, Journalist, Sprecher und Autor
- Raspe, Rudolf Erich (1736–1794), deutscher Bibliothekar, Schriftsteller und Universalgelehrter
- Raspe, Theodor (1879–1915), deutscher Kunsthistoriker, Denkmalpfleger und Museumsdirektor
- Raspe, Thomas (1585–1662), weimarischer Rat und Botenmeister
- Raspe, Torsten (* 1969), deutscher Fußballspieler
- Raspel, Wilhelm, deutscher Fußballschiedsrichter
- Raspentino, Florian (* 1989), französischer Fußballspieler
- Rasper, Ingo (* 1974), deutscher Regisseur und Drehbuchautor
- Raspletin, Alexander Andrejewitsch (1908–1967), russischer Funktechniker, Kybernetiker und Raketenkonstrukteur
- Rašpoliauskas, Raimondas, litauischer Musiker und Komponist
- Rasponi, Cesare Maria Antonio (1615–1675), italienischer Bischof und Kardinal
- Raspopović, Nikola (* 1989), serbischer Fußballspieler
- Raspotnik, Hans (1910–1995), deutscher Filmproduzent und Drehbuchautor
- Raspudić, Nino (* 1975), kroatischer Philosoph, Übersetzer, Publizist und Italianistiker
- Rasputin, Grigori Jefimowitsch (1869–1916), russischer Geistlicher und WanderprophetGrigori Jefimowitsch Rasputin (1869–1916)

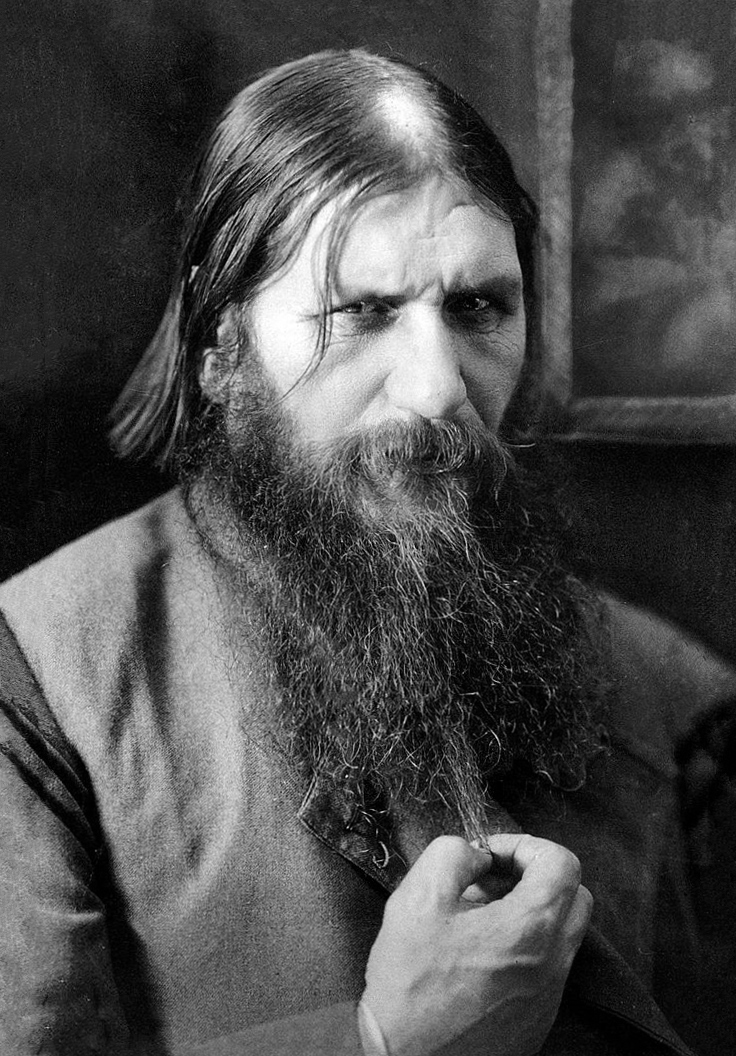
Grigori Jefimowitsch Rasputin (1869–1916)

- Rasputin, Maria (1898–1977), russische Autorin, Tochter des Mystikers Grigori Rasputin
- Rasputin, Walentin Grigorjewitsch (1937–2015), russischer Schriftsteller
- Rasputina, Anna Michailowna (1874–1908), russische Revolutionärin

### Rasq
- Rasqui, Joseph (1895–1966), luxemburgischer Radrennfahrer
- Rasquin, Gérard (1927–2012), luxemburgischer Leichtathlet und Sportfunktionär
- Rasquin, Michel (1899–1958), luxemburgischer Journalist und Politiker (LSAP), Mitglied der Chambre

### Rass
- Räß, Andreas (1794–1887), französisch-deutscher römisch-katholischer Bischof von Straßburg und Politiker, MdR
- Rass, Benjamin (* 2001), österreichischer Fußballspieler
- Räss, Bonifaz (1848–1928), schweizerischer katholischer Theologe
- Rass, Christoph (* 1969), deutscher Historiker
- Rass, Dominic (* 1993), österreichischer Fußballspieler
- Raß, Hans (1911–1997), deutscher Politiker (CSU), MdL
- Räss, Irène (* 1989), Schweizer Unihockeyspielerin
- Räss, Maria Antonia (1893–1980), Schweizer Stickerin und Unternehmerin
- Räss, Nadja (* 1979), Schweizer Jodel-Sängerin
- Rass, Rudolf (1934–2021), deutscher Politiker (SPD)
- Rassaerts, Inge (* 1934), österreichische Schauspielerin und Hörspielsprecherin
- Rassam, Hormuzd (1826–1910), Assyriologe und Forschungsreisender
- Rassam, Jean-Pierre (1941–1985), französischer Produzent
- Rassas, George (* 1942), US-amerikanischer Geistlicher, Weihbischof in Chicago
- Rassat, Paco (* 1998), französischer Skirennläufer
- Rassau, Martin (* 1967), deutscher Schauspieler und Komödiant sowie Theater-UnternehmerMartin Rassau (* 1967)

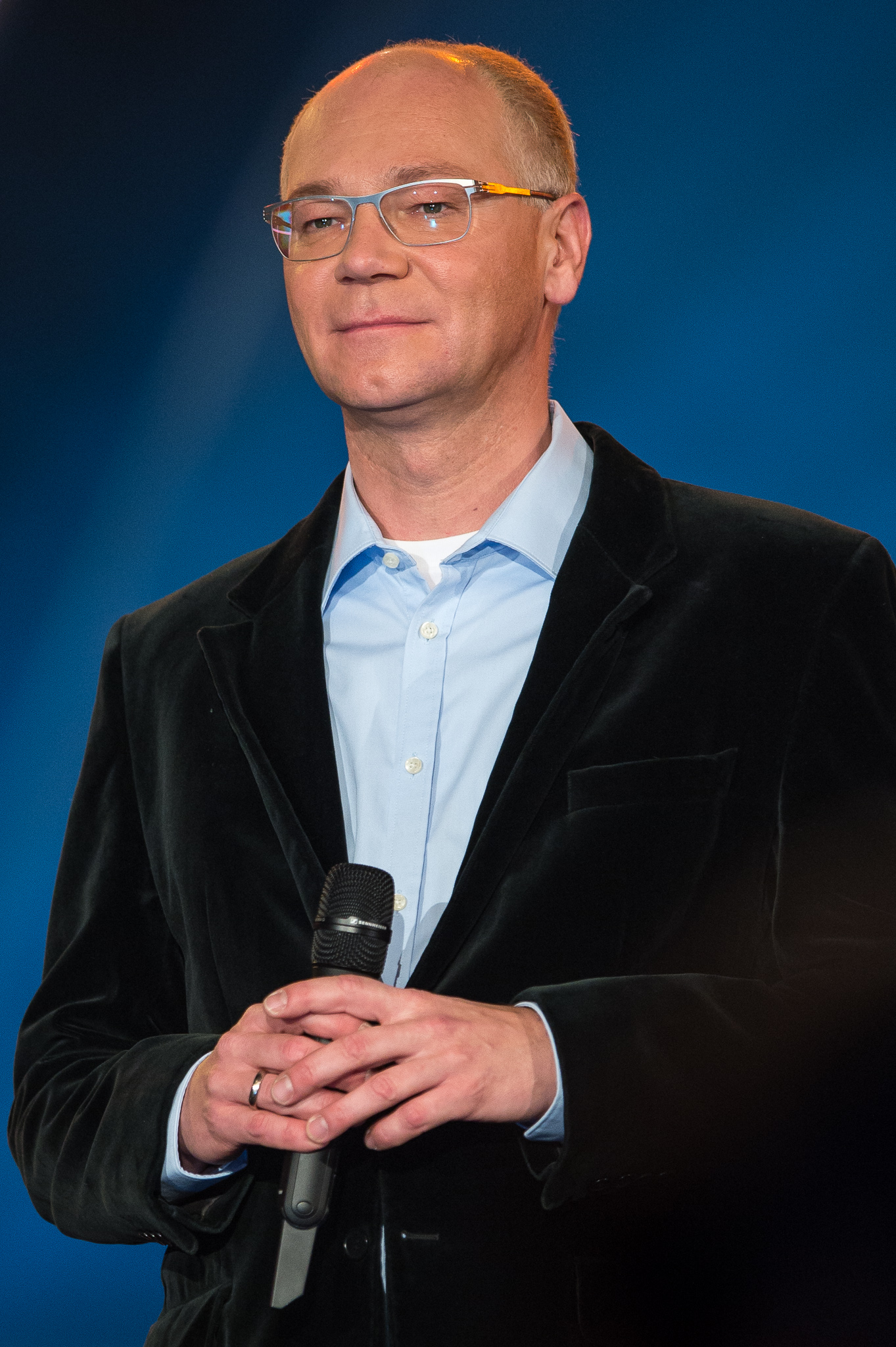
Martin Rassau (* 1967)

- Rassau, Oskar (1843–1912), deutscher Bildhauer
- Rasse, Charles Henri Joseph de (1774–1818), Bürgermeister der Stadt Tournai
- Rassek, Ernst (1909–1956), deutscher Widerstandskämpfer gegen den Nationalsozialismus
- Rasselnberg, Josef (1912–2005), deutscher Fußballspieler und -trainer
- Rassem, Mohammed (1922–2000), deutscher Soziologe
- Rassenfosse, Armand (1862–1934), belgischer Grafiker, Buchillustrator und Maler
- Rasser, Alfred (1907–1977), Schweizer Kabarettist, Schauspieler und Politiker (LdU)
- Rasser, Caroline (* 1971), Schweizer Schauspielerin und Kabarettistin
- Rasser, Johann († 1594), Dichter und elsässischer katholischer Pfarrer
- Rasser, Max (1914–2000), Schweizer Architekt
- Rasser, Roland (* 1932), Schweizer Kabarettist und Schauspieler
- Rasser, Roland (* 1952), österreichischer römisch-katholischer Geistlicher, Generalvikar
- Rasser, Rudolf (1886–1976), österreichischer Politiker (CSP, ÖVP), Mitglied des Bundesrates
- Rassewytsch, Wassyl (* 1966), ukrainischer Historiker und Publizist
- Raßfeld-Wilske, Petra, deutsche Juristin, Richterin, Rechtsanwältin, Fachanwältin für Steuerrecht und Zertifizierte Testamentsvollstreckerin
- Raßhofer, Michael (1881–1968), deutscher Kaufmann
- Rassim, Melis (* 2006), bulgarische Tennisspielerin
- Rassimov, Ivan (1938–2003), italienischer Schauspieler
- Rassimov, Rada, italienische SchauspielerinRada Rassimov

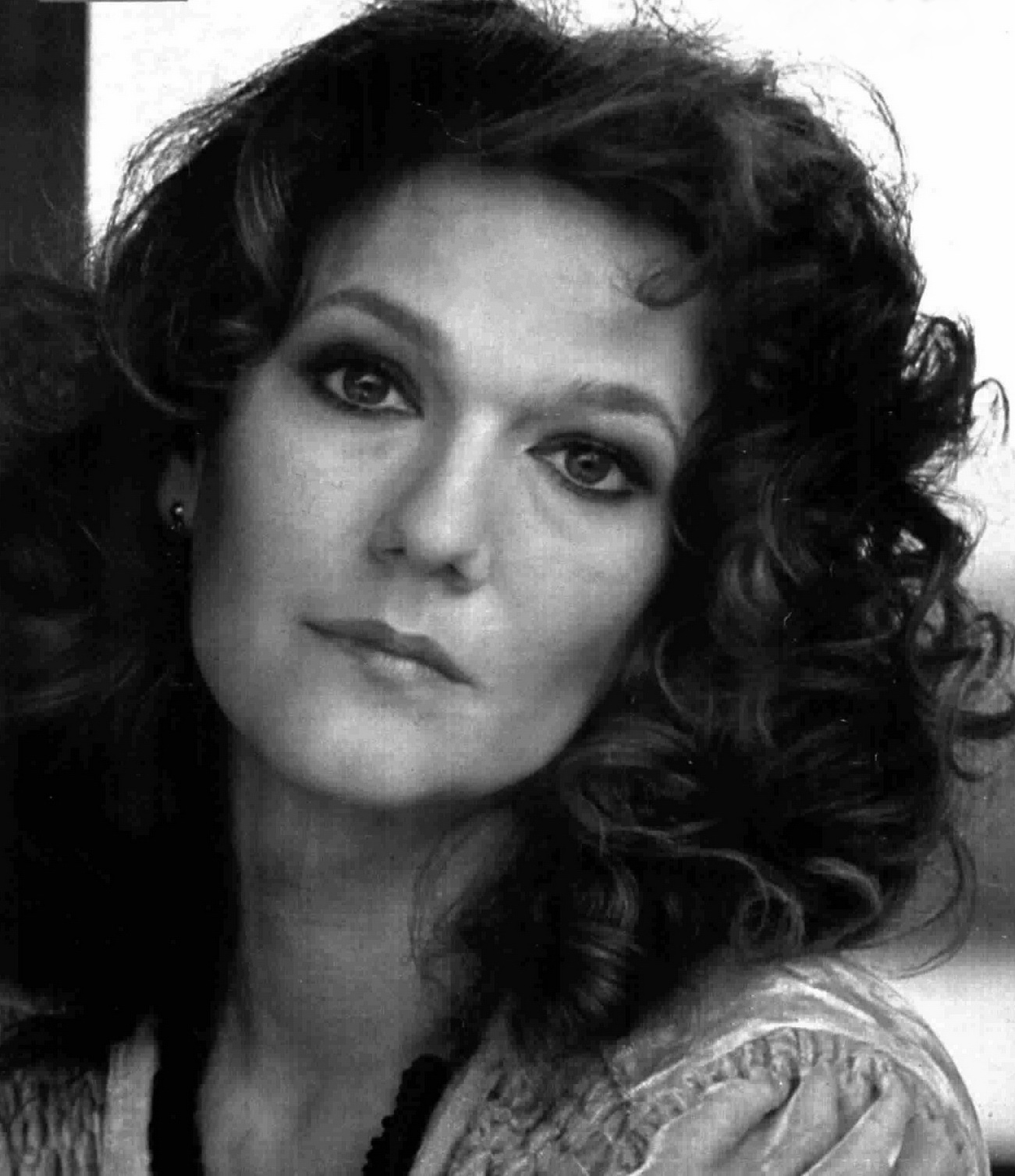
Rada Rassimov

- Rassinfosse, Jean-Louis (* 1952), belgischer Jazzmusiker
- Rassinger, Bernhard (* 1963), österreichischer Radrennfahrer
- Rassinier, Paul (1906–1967), französischer Politiker, Mitglied der Nationalversammlung, Lehrer und Holocaustleugner
- Rasskasow, Nikolai Olegowitsch (* 1998), russischer Fußballspieler
- Rasskasow, Roman Wladimirowitsch (* 1979), russischer Geher
- Rasskowskaja, Lidija Jewgenjewna (* 2004), russische Tennisspielerin
- Rassl, Anton (1801–1873), österreichischer Jurist und Politiker
- Raßler, Christoph (1615–1675), Benediktiner, Theologe, Gelehrter, Abt von Zwiefalten
- Raßler, Jacob Christoph (1605–1665), Diplomat, Politiker, Reichstagsabgeordneter und oberösterreichischen Kanzler
- Raßler, Johann Christoph (1654–1723), Jesuit, Theologe, Gelehrter
- Rässler, Susanne (1962–2018), deutsche Statistikerin und Hochschullehrerin
- Rassloff, Dirk (* 1973), deutscher Basketballspieler
- Raßloff, Steffen (* 1968), deutscher Historiker und Publizist
- Raßmann, August (1817–1891), deutscher evangelischer Theologe und Germanist
- Raßmann, Daniel (1790–1864), hessischer Orgelbauer
- Raßmann, Friedrich (1772–1831), deutscher Zeitungsherausgeber, Autor, Anthologist und Bibliograph
- Rassmann, Günther (1909–1990), deutscher Ingenieurwissenschaftler für Metallphysik, Unternehmer, Manager und Kunstsammler
- Raßmann, Gustav (1833–1906), hessischer Orgelbauer
- Raßmann, Heinrich Ernst (1734–1812), deutscher Lehrer, Bibliothekar, Gelegenheitsdichter und Pfarrer
- Raßmanns, Heinz-Willi (1940–2022), deutscher Fußballspieler
- Rassmus, Jens (* 1967), deutscher Kinderbuchautor und Illustrator
- Rasso, bayerischer Adliger, Pilger und KlostergründerRasso

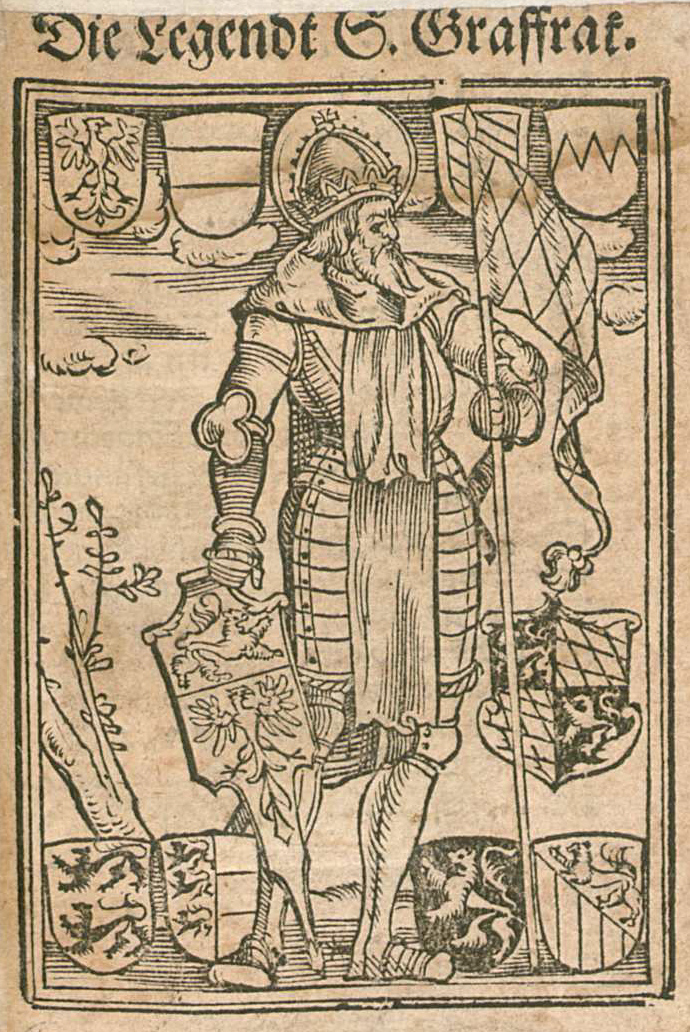
Rasso

- Rassoul, Muhammad (1929–2015), ägyptischer Autor, Übersetzer und Verleger islamischer Literatur
- Rassoul, Zalmay (* 1944), afghanischer Politiker
- Rassow, Berthold (1866–1954), deutscher Chemiker
- Rassow, Ernst (1898–1946), deutscher Polizist
- Rassow, Friedrich (1826–1904), deutscher Jurist und Politiker, MdHdA
- Rassow, Gustav (1855–1944), deutscher Kaufmann und Politiker (Parteilos), MdBB
- Rassow, Hermann (1819–1907), deutscher Philologe
- Rassow, Joachim (* 1959), deutscher Biochemiker und Professor an der Ruhr-Universität Bochum
- Rassow, Peter (1889–1961), deutscher Historiker und Hochschullehrer
- Rassuchanow, Arbi Abdulkarimowitsch (1953–2000), sowjetisch-russischer Maler tschetschenischer Herkunft
- Rassulow, Dschabar Rassulowitsch (1913–1982), tadschikischer Politiker (Tadschikische SSR)
- Rassulowa, Muharram (1926–2006), sowjetisch-tadschikische Botanikerin
- Rassulsoda, Qohir (* 1961), tadschikischer PolitikerQohir Rassulsoda (* 1961)

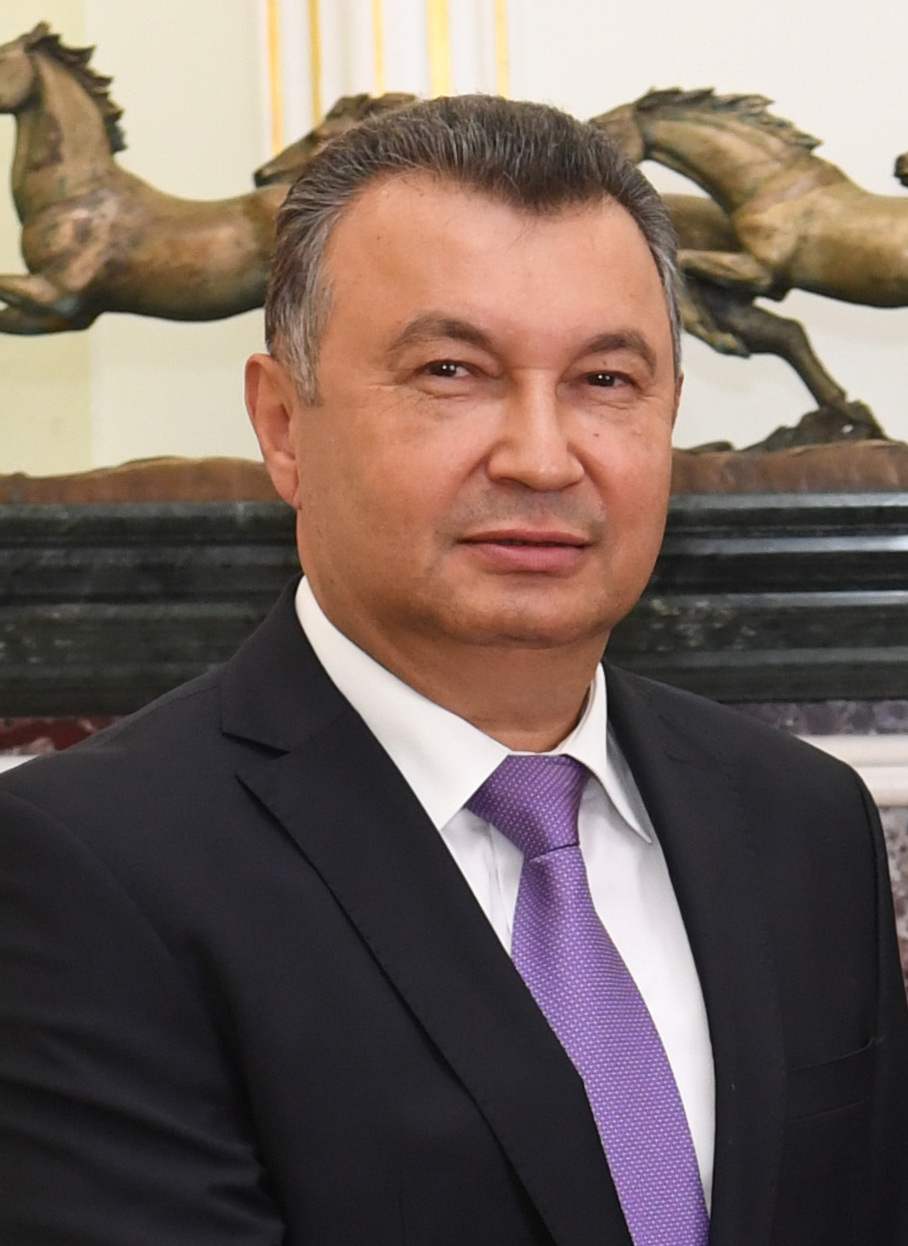
Qohir Rassulsoda (* 1961)

- Rasswalder, Siegfried (* 1987), österreichischer Fußballspieler
- Rassweiler, Jens Jochen (* 1955), deutscher Urologe
- Rassy, Christoph (1934–2021), deutscher Schiffbauer und Werftbesitzer
- Rassy, Gustav (* 1896), deutscher Journalist und Schriftsteller

### Rast
- Rast, August (1846–1922), Schlosser
- Rast, Brian (* 1981), US-amerikanischer Pokerspieler
- Rast, Camille (* 1999), Schweizer Skirennläuferin
- Rast, Christina (* 1968), Schweizer Theaterregisseurin
- Rast, Diana (* 1970), Schweizer Radrennfahrerin
- Rast, Florian (* 1984), deutscher Film- und Theaterschauspieler
- Rast, Georg (1651–1729), deutscher Mediziner
- Rast, Georg Heinrich (1695–1726), deutscher Mathematiker und Hochschullehrer
- Rast, Gertrud (1897–1993), deutsche Politikerin (KPD, DKP), KPD-Landesvorsitzende in Schleswig-Holstein
- Rast, Grégory (* 1980), Schweizer Radrennfahrer
- Rast, Johann (* 1954), deutscher Jurist
- Rast, Kaspar (* 1972), Schweizer Jazzmusiker (Schlagzeug, Perkussion)
- Rast, Michael (* 1970), österreichischer Schauspieler
- Rast, Oliver (* 1973), deutsches Mitglied der militanten gruppe (mg)
- Rast, René (* 1986), deutscher AutomobilrennfahrerRené Rast (* 1986)

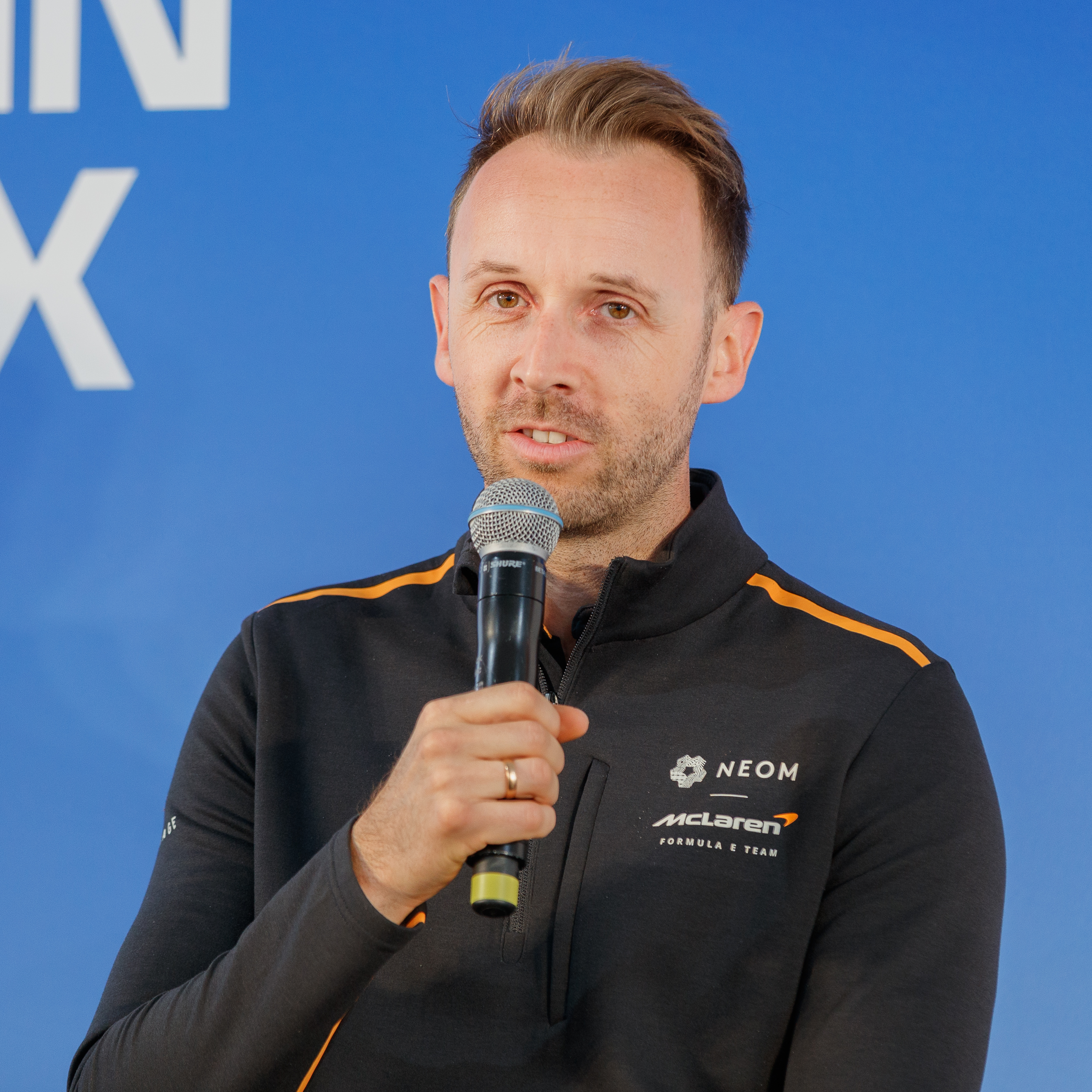
René Rast (* 1986)

- Rast, Robert (1920–1946), Schweizer Jesuit und Aktivist
- Rast, Susanne (* 1962), deutsche Bildhauerin und Zeichnerin
- Rästa, Stig (* 1980), estnischer Sänger
- Rastagar, Wajiha (* 1967), afghanische Sängerin
- Rastan, Huschang (* 1936), deutsch-iranischer Kardiochirurg
- Rastas, Eino (1894–1965), finnischer Langstreckenläufer
- Rästas, Otto (1890–1938), estnisch-sowjetischer Revolutionär und Politiker
- Rastatter, Dima (* 1988), deutscher Basketballspieler
- Rastätter, Renate (* 1947), deutsche Politikerin (Bündnis 90/Die Grünen), MdL
- Rastedt, Daniel (1761–1836), deutscher Gärtner
- Rastegar, Nosratollah (* 1942), iranisch-österreichischer Iranist, Philologe, Literaturwissenschaftler
- Rastelli, Armando (* 1974), italienischer Physiker und Hochschullehrer
- Rastelli, Enrico (1896–1931), italienischer JongleurEnrico Rastelli (1896–1931)

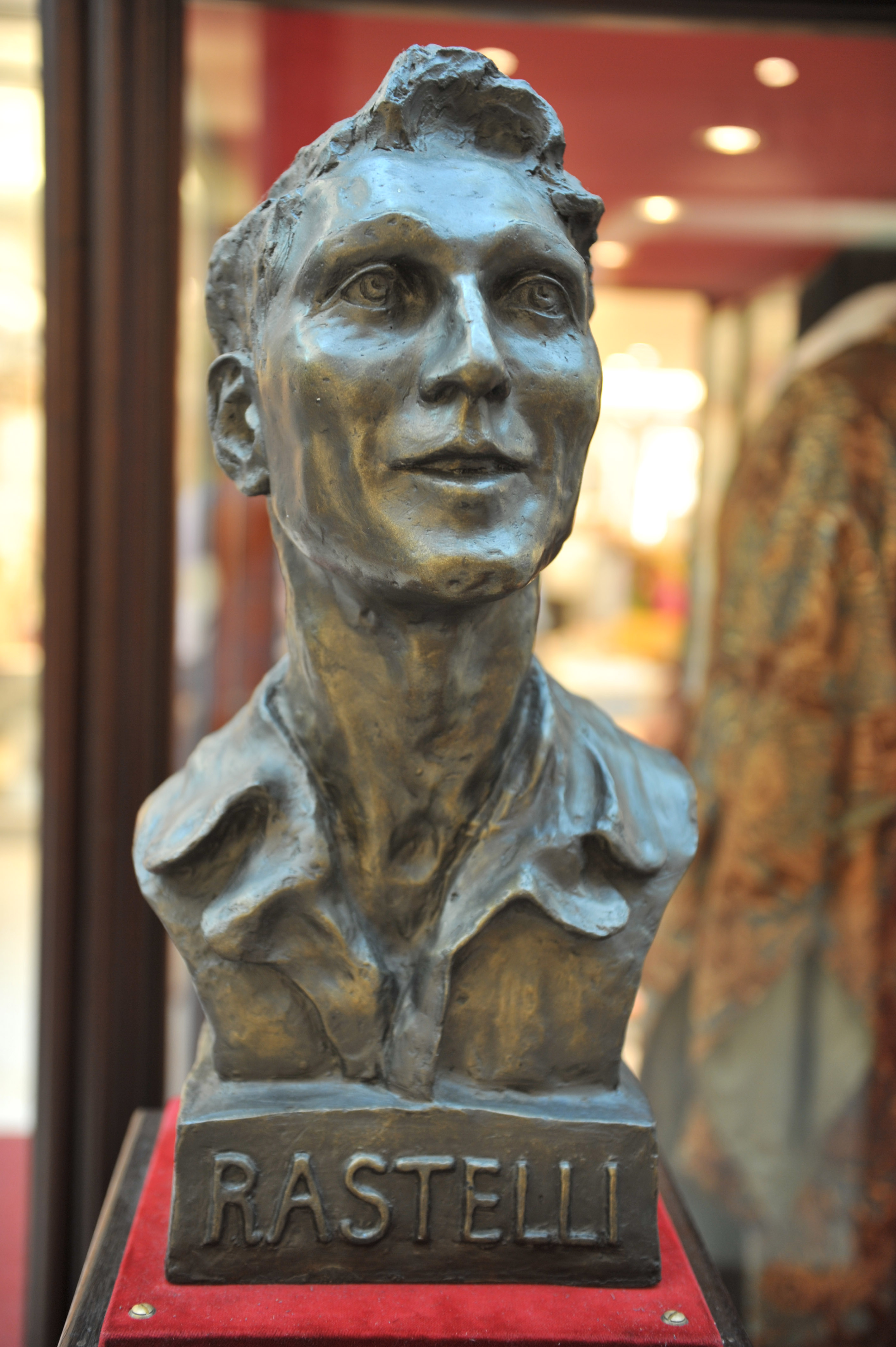
Enrico Rastelli (1896–1931)

- Rastelli, Maicol (* 1991), italienischer Skilangläufer
- Rastelli, Massimo (* 1968), italienischer Fußballspieler und -trainer
- Rastelli, Philip (1918–1991), US-amerikanischer Mafiaboss in New York City
- Rastemborski, Ulrich (1940–1994), deutscher Politiker (CDU), MdA, Berliner Senator
- Rastén, Adolph (1913–1993), dänischer Journalist, Auslandskorrespondent und Publizist
- Rastenberger, Julius (1887–1943), deutscher Jockey im Galopprennsport
- Rastenis, Gediminas (* 1954), litauischer Schachspieler
- Rastenis, Vytautas (* 1952), litauischer Politiker
- Rastenni, Raquel (1915–1998), dänische Schlagersängerin
- Raster, Hermann (1827–1891), deutsch-amerikanischer Forty-Eighter, Redakteur, Abolitionist und republikanischer Politikchef
- Rastetter, Daniela (* 1961), deutsche Wirtschaftswissenschaftlerin
- Rastetter, Hugo (1919–1990), deutscher Fußballspieler
- Rastetter, Sabrina (* 1987), deutsche Fußballspielerin
- Rastetter, Tanja (* 1971), deutsche Fußballspielerin und -trainerin
- Rastić, Ajlan (* 1993), serbischer Biathlet und Skilangläufer
- Rastić, Damir (* 1988), serbischer Biathlet und Skilangläufer
- Rastier, François (* 1945), französischer Linguist
- Rastifard, Raha (* 1974), iranisch-deutsche bildende Künstlerin
- Raštikis, Stasys (1896–1985), litauischer Generalmajor, Generalstabschef und Publizist
- Rastislav, Fürst von Großmähren
- Rastl, Michael (* 1948), österreichischer Schauspieler und Hörspielsprecher
- Rastl, Peter (* 1945), österreichischer Internetpionier
- Rastner, Andreas (* 1968), deutscher Handballspieler und -trainer
- Rastogi, Karan (* 1986), indischer Tennisspieler
- Rastoin, Jacques (1900–1979), französischer Politiker
- Rastoka, Rastko (* 2001), österreichischer Fußballspieler
- Rastorgueva, Irina (* 1983), russische Grafikerin, Autorin und ÜbersetzerinIrina Rastorgueva (* 1983)

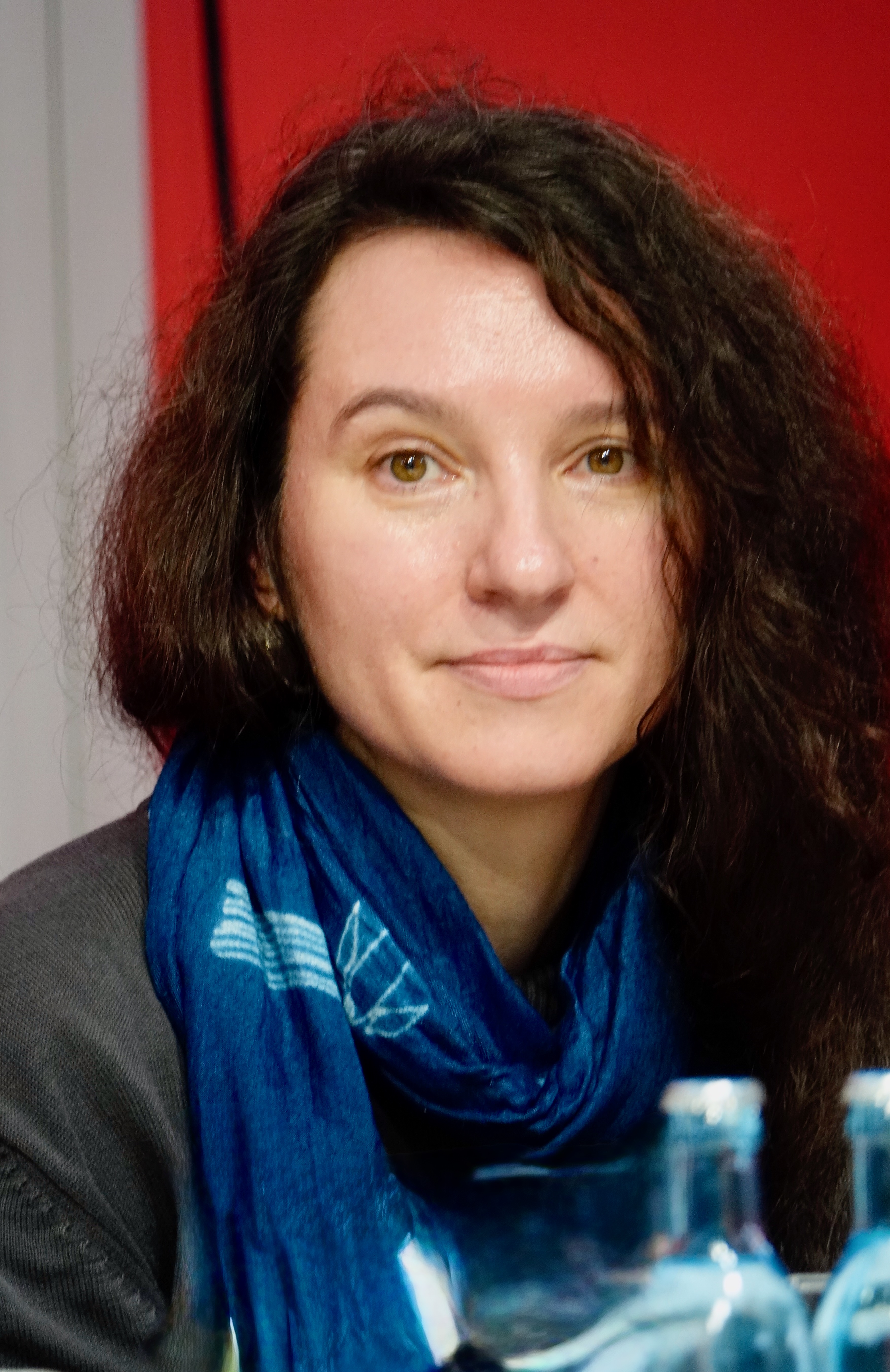
Irina Rastorgueva (* 1983)

- Rastorgujevs, Andrejs (* 1988), lettischer Biathlet
- Rastorgujew, Alexei Leonidowitsch (1958–2023), russischer Kunsthistoriker, Doktor der Kunstgeschichte, außerordentlicher Professor und Sammler von griechischen Ikonen
- Rastorgujew, Lew Iwanowitsch (1769–1823), russischer Unternehmer
- Rastorgujew, Nikolai Wjatscheslawowitsch (* 1957), russischer Sänger, Musiker, Schauspieler und Politiker
- Rastorgujewa, Wera Sergejewna (1912–2005), russische Hochschullehrerin für Iranistik
- Rastouil, Louis-Paul (1884–1966), französischer römisch-katholischer Geistlicher und Bischof
- Rastra, Patria (* 1989), indonesischer Straßenradrennfahrer
- Rastrelli, Bartolomeo (1675–1744), italienisch-russischer Bildhauer, Kunstgießer und Architekt
- Rastrelli, Bartolomeo Francesco (1700–1771), italienischer Architekt und Baumeister
- Rastrelli, Joseph (1799–1842), deutscher Komponist und Dirigent in Dresden
- Rastrelli, Stefano (1934–2020), italienischer Diplomat
- Rastrelli, Vincenzo (1760–1839), italienischer Komponist und Gesangslehrer
- Rastrigin, Leonard Andrejewitsch (1929–1998), sowjetisch-lettischer Kybernetiker, Informatiker und Hochschullehrer
- Rastworowa, Walentina Xenofontowna (1933–2018), sowjetische Florettfechterin
- Rastworzew, Alexei Petrowitsch (* 1978), russischer Handballspieler

### Rasu
- Rasuk, Victor (* 1984), US-amerikanischer SchauspielerVictor Rasuk (* 1984)

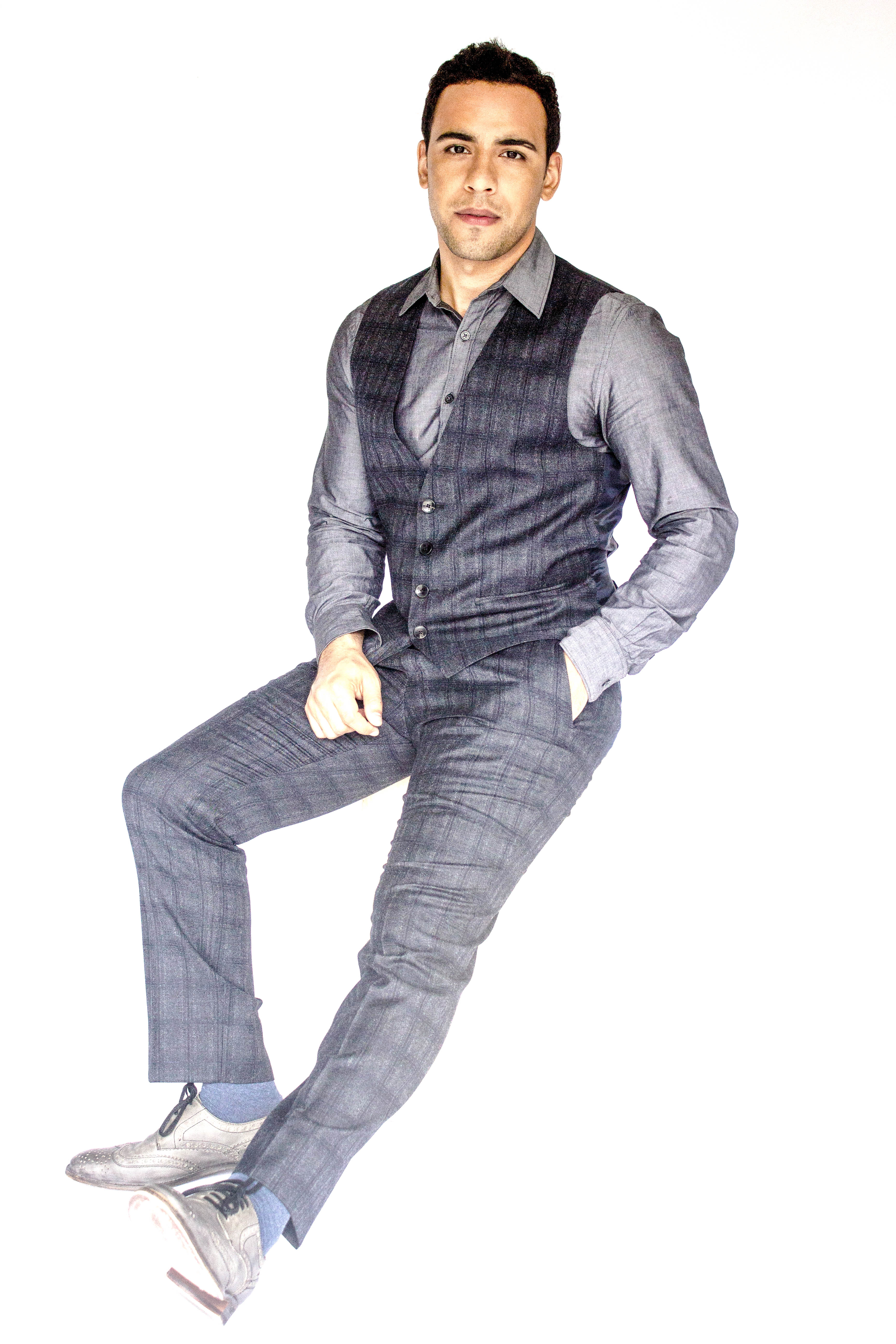
Victor Rasuk (* 1984)

- Rasul, Ghulam (1931–1991), pakistanischer Feldhockeyspieler
- Rasul, Ghulam (* 1935), pakistanischer Schwimmer
- Rasul, Sanja Jilwan (* 1992), deutsche Breakdancerin
- Rasula, Hilda (* 1979), US-amerikanische Filmeditorin
- Rašula, Nedeljko (1937–2011), bosnisch-serbischer Politiker
- Rasulala, Thalmus (1939–1991), US-amerikanischer Schauspieler
- Rasuli, Ghulam Haidar (1919–1978), afghanischer Politiker
- Rasulof, Mohammad (* 1973), iranischer Filmemacher, Produzent und KünstlerMohammad Rasulof (* 1973)

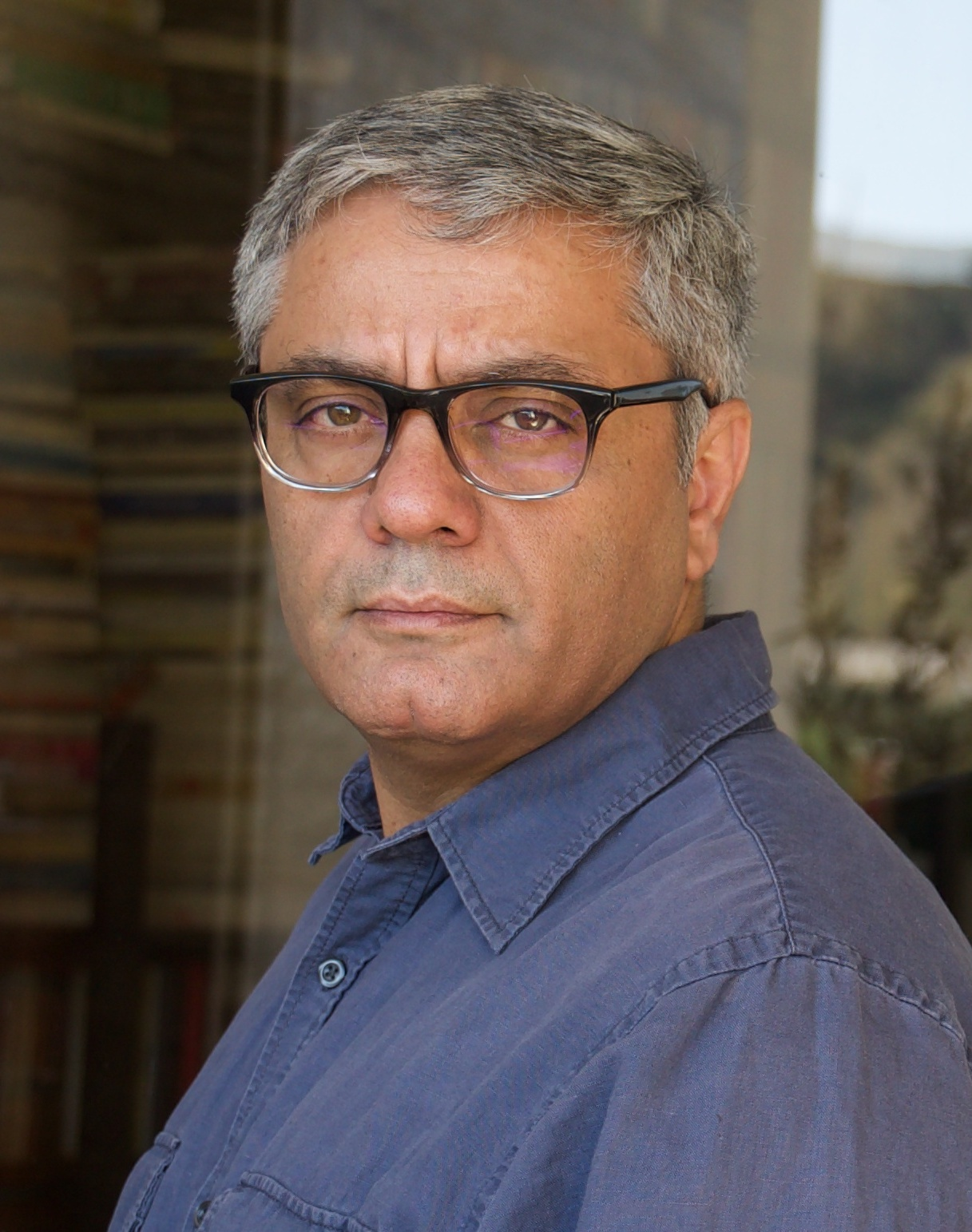
Mohammad Rasulof (* 1973)

- Rasulov, Abduhamidullo (* 1976), usbekischer Fußballschiedsrichterassistent
- Rasulov, Elshod (* 1986), usbekischer Boxer
- Rəsulov, Vüqar (* 1991), aserbaidschanischer Schachspieler
- Rəsulzadə, Məhəmməd Əmin (1884–1955), aserbaidschanischer Staatsmann, Gelehrter, Gründer, politischer Führer der Aserbaidschanischen Demokratischen Republik (1918–1920)
- Rasumkow, Dmytro (* 1983), ukrainischer Politiker
- Rasumny, Alexander Jefimowitsch (1891–1972), russischer Filmregisseur und Kameramann
- Rasumny, Mark (1896–1988), litauischer Schriftsteller
- Rasumny, Michael (1890–1956), russischer Schauspieler
- Rasumow, Maxim Jurjewitsch (* 1990), russischer Straßenradrennfahrer
- Rasumowa, Xenija Alexandrowna (* 1931), russische Plasmaphysikerin
- Rasumowskaja, Jekaterina Iwanowna (1729–1771), russische Gräfin
- Rasumowskaja, Karina (* 1983), russische Schauspielerin
- Rasumowskaja, Natalija Wiktorowna (* 1975), russische Freestyle-Skisportlerin
- Rasumowski, Alexei Grigorjewitsch (1709–1771), russischer Feldmarschall und Liebhaber von Kaiserin Elisabeth Petrowna
- Rasumowski, Andrei Kirillowitsch (1752–1836), russischer Diplomat, Musikmäzen und Kunstsammler
- Rasumowski, Kirill Grigorjewitsch (1728–1803), russischer Graf und Feldherr
- Rasuwajew, Juri Sergejewitsch (1945–2012), russischer Schachgroßmeister und Schachtrainer

### Rasw
- Raswan, Carl (1893–1966), deutscher Orientreisender, Buchautor und Förderer des Araberpferdes
- Raswoschajew, Michail Wladimirowitsch (* 1980), russischer Politiker
- Raswosow, Alexander Wladimirowitsch (1879–1920), russischer Seeoffizier und Admiral
- Raswosschajew, Leonid Michailowitsch (* 1973), russischer Politaktivist

### Rasy
- Rasym, Peter (* 1953), deutscher Musiker und BassistPeter Rasym (* 1953)

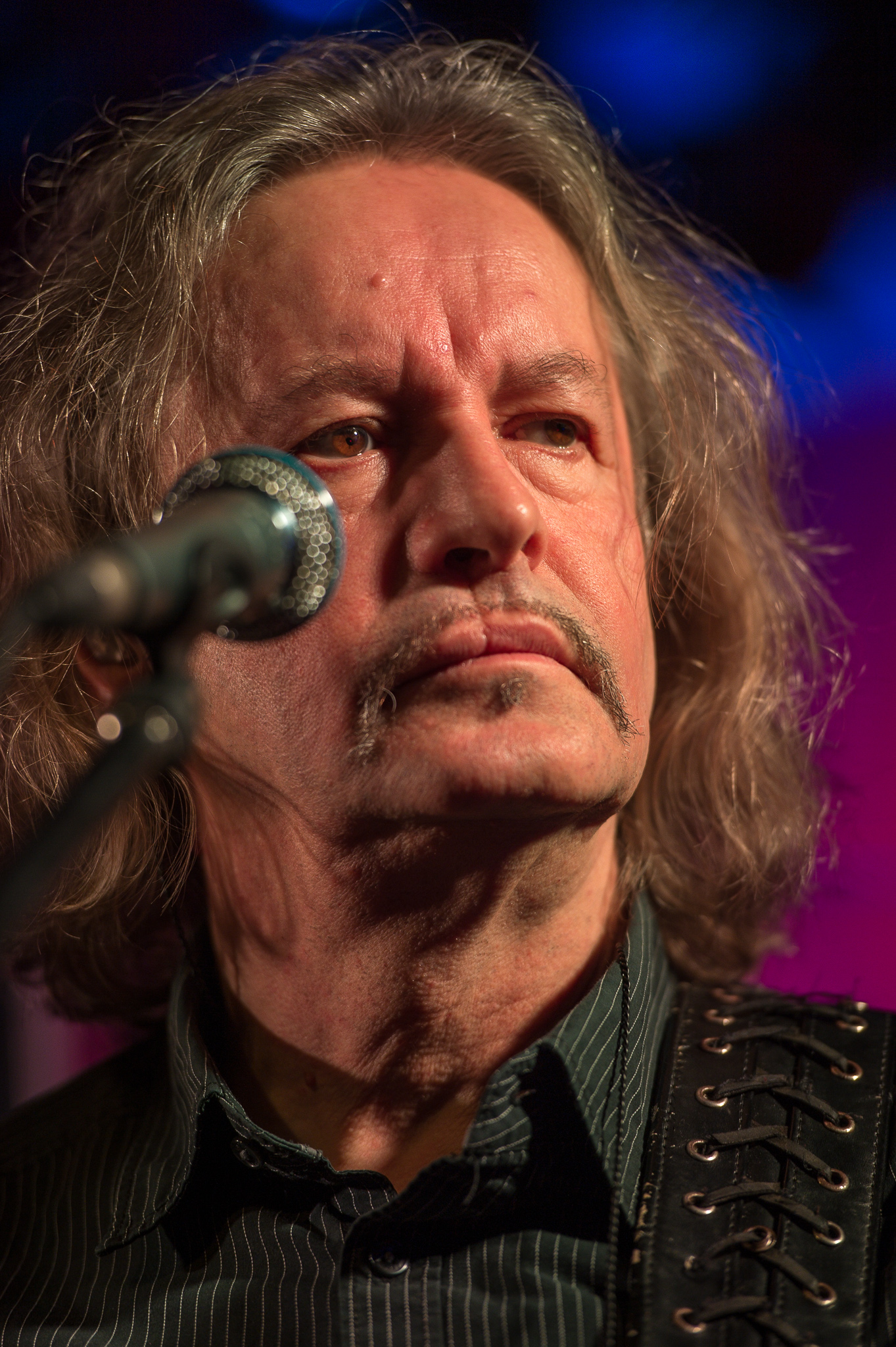
Peter Rasym (* 1953)

### Rasz
- Raszeja, Franciszek (1896–1942), polnischer Mediziner und Hochschullehrer
- Raszeja, Leon (1901–1939), polnischer Jurist und Stadtpräsident von Toruń
- Raszeja, Maksymilian (1889–1939), polnischer katholischer Priester und Professor am Priesterseminar Pelplin
- Raszka, Jan (1871–1945), polnischer Bildhauer und Maler
- Raszka, Jan (1928–2007), polnischer Skilangläufer
- Raszka, Tomáš (* 1971), tschechoslowakischer Skispringer
- Raszwetnikow, Assen (1897–1951), bulgarischer Schriftsteller